# Armatura giapponese

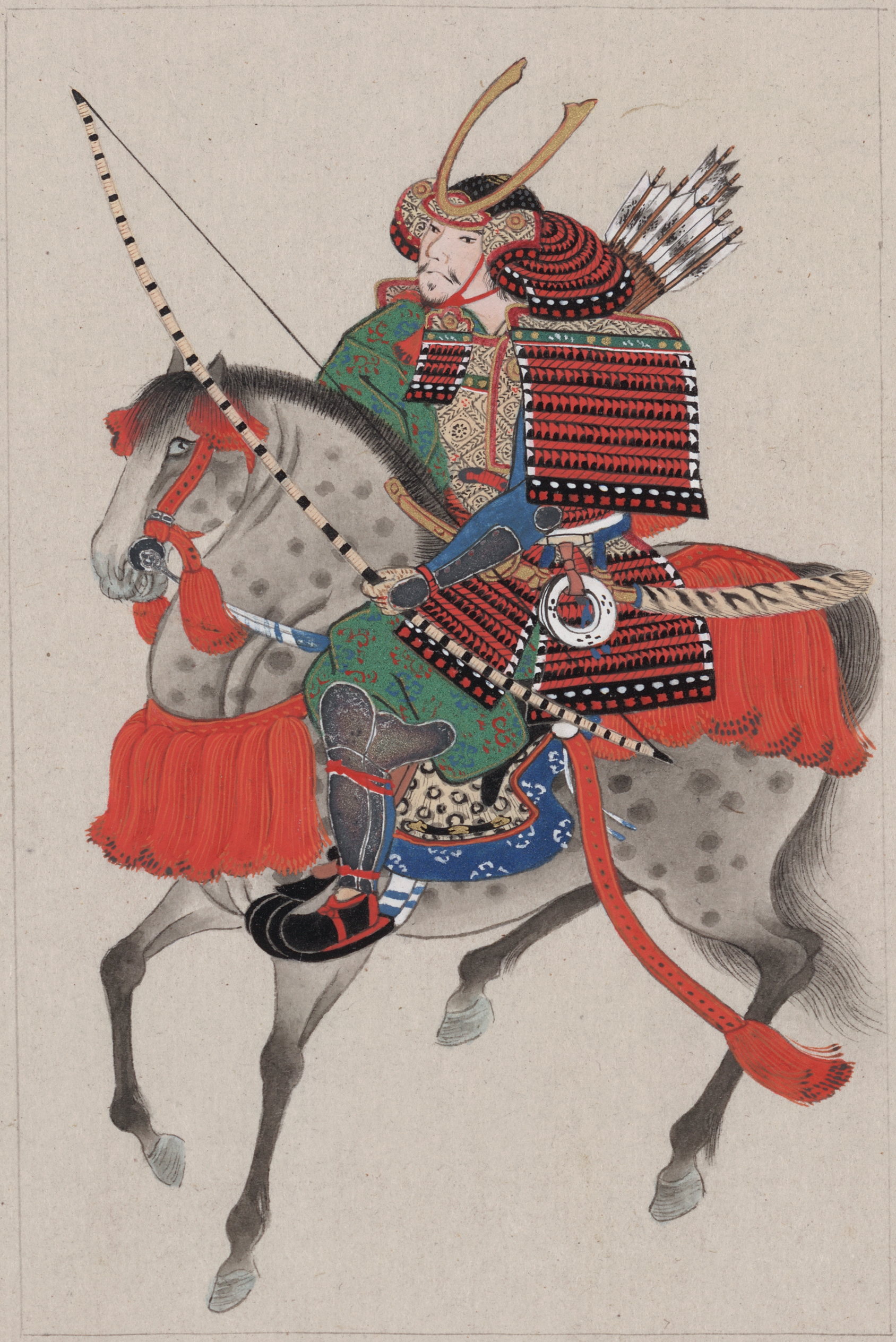
Samurai a cavallo con armatura tipo yoroi, arco (yumi) e spada (tachi) - XIX secolo.

In Giappone, l'uso dell'armatura si sviluppò relativamente tardi: nel IV secolo. Ciònondimeno, le peculiarità tecniche ed estetiche delle armature prodotte nel Sol Levante, usate sia dalla casta guerriera per eccellenza, i samurai, sia dalle milizie (ashigaru), le rende ad oggi uno dei settori più studiati della tradizione bellica nipponica.

La migliore espressione delle capacità tecnico-artistiche degli armorari giapponesi è costituita dalla Yoroi (lett. "grande armatura") prodotta a partire dal XII secolo. Non mancarono poi peculiari tipi di barda per i cavalli dei samurai: le Uma yoroi del Periodo Edo.

## Storia

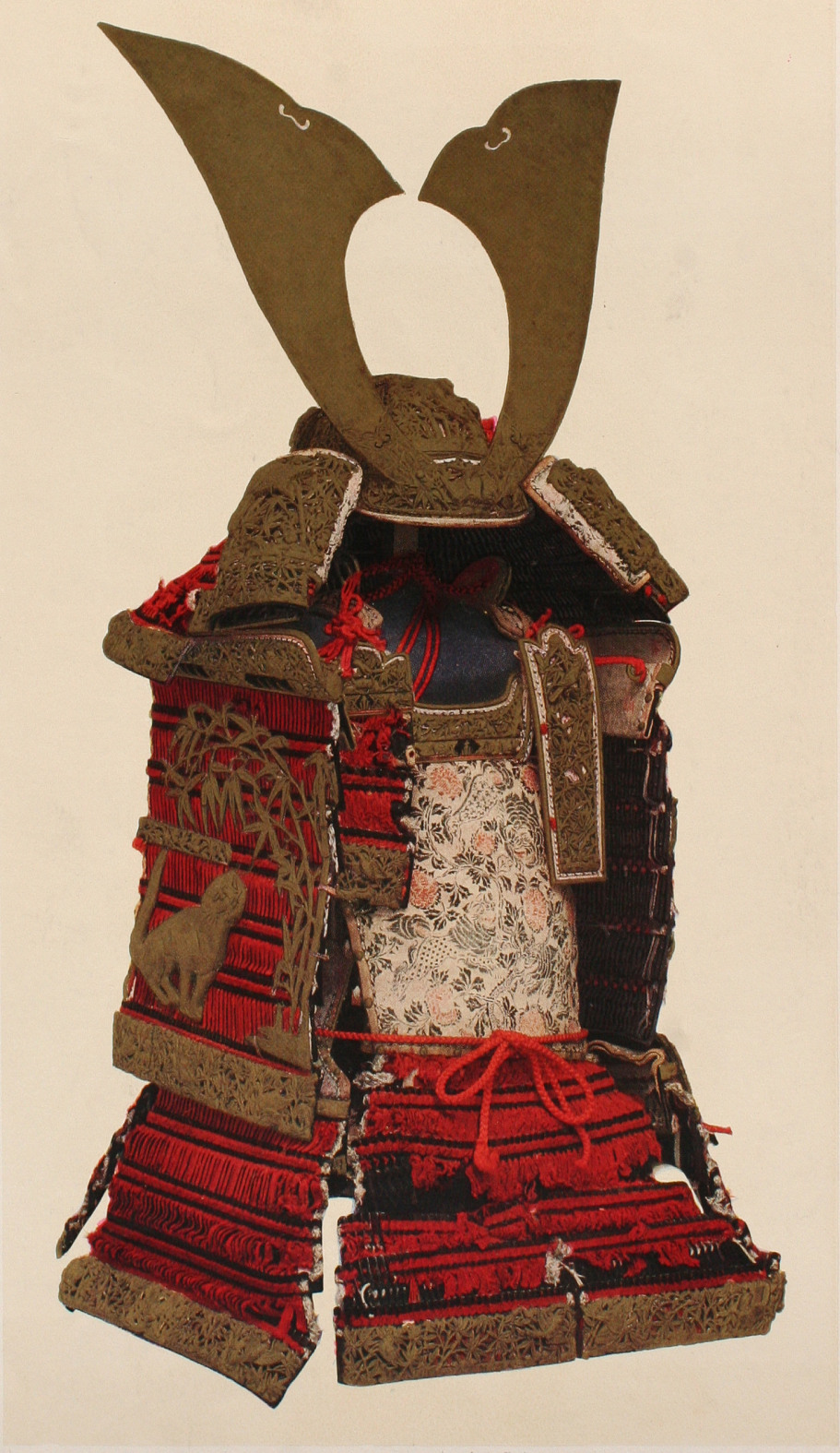
Esemplare di yoroi sontuosamente decorato - Santuario Kasuga.

I giapponesi cominciarono a produrre armature da modelli cinesi/coreani nel I secolo. Nel IV secolo, la produzione di elementi aggiuntivi alla panoplia (per lo più elmi) diede alle armature nipponiche una propria identità stilistica. Le armature di questa fase "primitiva" (anche detta "pre-samurai"), costituite da semplici pezzi di ferro collegati tra loro da strisce di cuoio, furono la tankō (armatura a lastra), indossata dai fantaccini, e la keikō dei cavalieri. La prima testimonianza documentale relativa alla produzione centralizzata di armature in ferro da parte dei giapponesi data però solo all'VIII secolo. Eccezion fatta per la panoplia dei più potenti nobili, si ritiene perciò che l'armatura giapponese standard, ancora al tempo dell'imperatore Tenji, fosse costituita da pezzi di cuoio.
Durante il Periodo Heian (794-1185) venne codificato il modello della corazza pettorale (dō) composta da lamelle, di piccole dimensioni (hon-kozane), o lamine, di grandi dimensioni (hon-iyozane), in metallo/cuoio, interconnesse tra loro da rivetti, lacci o cotta di maglia, ricoperte di lacca per garantire maggior resistenza alle intemperie. Le altre componenti dell'armatura (spallacci, bracciale, scarsella, schinieri, ecc.) erano realizzate nel medesimo modo.
Nel corso del XVI secolo ("Periodo del commercio Nanban"), gli scambi commerciali tra giapponesi ed occidentali (fond. portoghesi) misero a disposizione degli armorari nipponici corazze europee ed elmetti di tipo morione che vennero integrati nelle panoplie dei più ricchi samurai per permettere ai guerrieri di opporsi alla diffusione nel Sol Levante dell'archibugio, introdotto dai portoghesi nel 1543 e subito adottato dai daymio per i loro eserciti con il nome di tanegashima-teppō (lett. "bastone di fuoco di Tanegashima"). Queste armature "moderne" (tosei-gusoku), realizzate in piastre di ferro (ita-mono) e non più in lamine/lamelle, spesso veri e propri ibridi tra l'armatura nipponica e quella occidentale (es. nanban-dō-gusoku), divennero il nuovo standard di riferimento per gli armorari del Sol Levante, chiamati a rispondere alla necessità della committenza di proteggersi contro le pallottole. Tra le tosei, iniziarono appunto a figurare delle armature testate contro le pallattole: tameshi-gusoku.
La pacificazione forzata del Giappone operata dallo Shogunato Tokugawa durante il Periodo Edo portò ad una significativa evoluzione nella produzione di armature. Venuta meno la necessità di sviluppare ulteriormente le yoroi (lamellari o "anti-proiettile"), il cui modello venne cristallizzato quale armatura simbolo della casta guerriera, ci si focalizzò sullo sviluppo di nuove armature adatte alle violenze del tempo: duelli, rivolte contadine, assassinii. I samurai iniziarono cioè a necessitare di armature leggera, facilmente trasportabili e/o occultabili sotto le vesti. Ebbe dunque grande diffusione la cotta di maglia (kusari katabira) e, più in generale, l'armatura in maglia di ferro (kusari gusoku).
L'uso dell'armatura in Giappone proseguì sino alla fine dell'Era Samurai (anni sessanta del XIX secolo - Periodo Meiji) con un ultimo massiccio impiego durante gli scontri della Ribellione di Satsuma.

## Costruzione

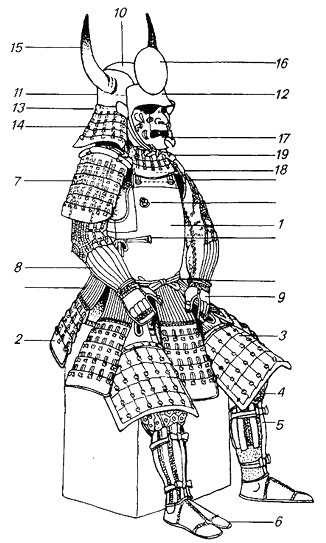
Parti dell'armatura giapponese:
1. Corazza - dō (胴（仏胴）)
2. Scarsella - kusazuri (草摺)
3. Cosciale - haidate (佩楯)
4. Ginocchiello - tateage (立挙)
5. Schiniere - suneate (臑当（篠臑当）)
6. Scarpa d'arme - kōgake (甲懸)
7. Spallaccio - sode (袖（当世袖）)
8. Bracciale - kote (籠手（篠籠手）)
9. Guanto d'arme - tekkō (手甲（摘手甲）)
10. Elmo - kabuto (兜（日根野形頭形兜）)
11. Elmo: fascia - kasa-jirushi (腰巻)
12. Elmo: fronte - mabisashi (眉庇)
13. Elmo: fukikaeshi (吹返)
14. Elmo: paranuca - shikoro (しころ（日根野しころ）)
15. Cimiero (spec. corna di bufalo d'acqua) - wakidate (立物（水牛の脇立）)
16. Cimiero (spec. un disco solare) - maedate (立物（日輪の前立）)
17. Maschera - mempo (面頬（目の下頬）)
18. Spallaccio: fascia - sode-jirushi (垂)
19. Barbozza - yodare-kake (襟廻)

L'armatura giapponese era solitamente costruita adoperando componenti di dimensioni moderate, scaglie (kozane) o placche (ita-mono), di ferro (tetsu) o pelle (nerigawa) collegate tra loro da rivetti o lacci (odoshi) di cuoio e/o seta. Non erano comunque rara la cotta di maglia (kusari). L'armatura vera e propria era portata sopra alle vesti o ad un'apposita sottoveste di pelle.

Nell'insieme, l'armatura giapponese completa risulta comunque d'ingombro moderato, atta a garantire la maggior libertà di movimento possibile al samurai.

### Parti dell'armatura "classica"
Le principali componenti dell'armatura giapponese completa (yoroi) sono:
- Dō, anche Dou - Corazza in cuoio o ferro.
- Kusazuri - scarsella in forma di grembiule di pezze rettangolari composte da lamine, da cingersi sopra la corazza.
- Haidate - Cosciale in stoffa ricoperta di lamine metalliche e/o maglia di ferro (kusari), composta da diversi pezzi rettangolari da cingersi sotto la scarsella.
- Sode - Spallacci rettangolari, agganciati sopra il corpo dell'armatura e non interconnessi alla corazza come nelle armature occidentali, in lamine di cuoio o ferro.
- Kote - Bracciale in stoffa ricoperta di lamine metalliche e/o maglia di ferro (kusari), lungo in alcuni casi quanto l'intero braccio e comunque comprensivo di guanti d'arme.
- Suneate - Schiniere in lunghe lamine metalliche collegate da maglia di ferro, portato sopra un calzare in stoffa rinforzata (kyahan)
- kabuto - Elmo in lamine di cuoio o ferro rivettate tra loro, con pronunciato para-nuca (shikoro) in lamine di cuoio o ferro.
- Mempo, anche Menpō/Mengu - Maschera protettiva per il volto, da agganciarsi al kabuto, dotata di barbozza rigida (yodare-kake), spesso dotata di baffi posticci per enfatizzare l'aggressività della figura.

Nel loro insieme, le tre componenti deputate alla protezione degli arti (kote, suneate e haidate) erano dette Sangu.
Durante le campagne militari, l'armatura del bushi di rango elevato veniva trasportata per mezzo di un apposito contenitore: il gusoku-bitsu, o kara-bitsu. Si trattava di una cassa di legno/cartapesta che poteva essere portata come uno zaino per tramite di cappi assicurati alla parte anteriore, per le armature leggere, o trasportata da due uomini per tramite di apposite maniglie di ferro che permettevano l'innesto di un palo in caso di armature particolarmente pesanti/preziose.

### Parti di rinforzo
- Guruwa/Nodowa - gorgiera.
- Hanburi/Hachi gane/Hitai ate - protezioni leggere per la fronte.
- Jinkasa - sorta di cappello d'arme in uso presso i samurai di basso rango e gli ashigaru.
- Kōgake - calza corazzata in supporto al tabi.
- Manchira - giubbone in stoffa rinforzata da maglia, scaglia o piastra di ferro (o una combinazione dei vari tipi) per proteggere il tronco, le ascelle ed il collo. Alcuni modelli potevano essere portati sopra la corazza.
- Manju no wa - sorta di versione più piccola della manchira, deputata a proteggere solo la parte superiore della gabbia toracica e le spalle, dotata di caratteristiche alette avvolgenti l'ascella dal basso.
- Tata eri - spallina imbottita con collare corazzato kikko per ammortizzare il peso della corazza sulla spalla e fornire una prima linea di difesa per il collo.
- Wakibiki - tampone in stoffa rinforzata da maglia, scaglia o piastra di ferro (o una combinazione dei vari tipi), portata a protezione dell'ascella. Veniva portata sopra o sotto la corazza, a seconda dei casi.
- Yoroi hakama - pantalone hakama corazzato, realizzato sia con componentistica di rinforzo a vista sia occultata sotto strati di stoffa.
- Yoroi katabira - giacca corazzata, realizzato sia con componentistica di rinforzo a vista sia occultata sotto strati di stoffa.
- Yoroi zukin - cappuccio corazzato.

### Componentistica ausiliaria
- Sashimono - insegna distintiva applicata alla parte posteriore della corazza dō per permettere il riconoscimento degli alleati durante la mischia.
- Horo - mantello portato dai samurai di rango più elevato.
- Agemaki - tassello decorativo agganciato alla parte posteriore del dō o dell'elmo kabuto che poteva fungere anche da punto di aggancio.
- Jirushi - piccola insegna distintiva agganciata alla parte posteriore del kabuto o degli spallacci sode.
- Datemono/tatemono - creste di varie fogge e dimensioni montate in diversi punti dell'elmo kabuto.
- Yebira - faretra.

### Vestiario a supporto
- Uwa-obi/himo - cintura in tessuto nella quale veniva infilato i foderi del daishō e del coltello tantō.
- Fundoshi - perizoma cingi-lombi.
- Kyahan - calza portata sotto agli schinieri.
- Hakama - pantaloni
- Jinbaori - sopraveste lunga fino al ginocchio portata dagli ufficiali sopra all'armatura.
- Shitagi - maglia portata sotto alla corazza.
- Tabi - calzino con l'estremità bicipite.
- Waraji/Zōri - sandali in legno.
- Kutsu - stivali da equitazione in pelle.
- Yugake - guanti portati sotto al kote.
- Kegutsu/Tsuranuki - scarponcini foderati con pelliccia di orso.

### Vestizione del samurai
La vestizione dell'armatura giapponese descritta in un volume nipponico del XVIII secolo:

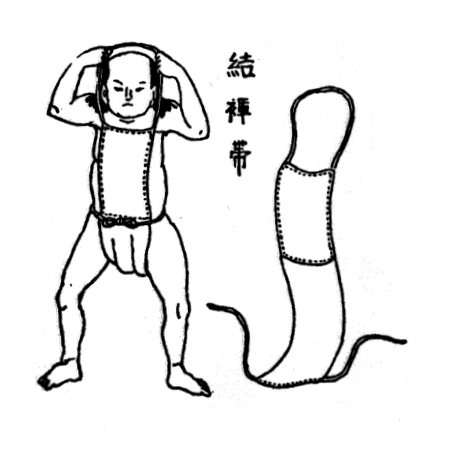
Calzare il fundoshi per coprire il ventre e le pudende.
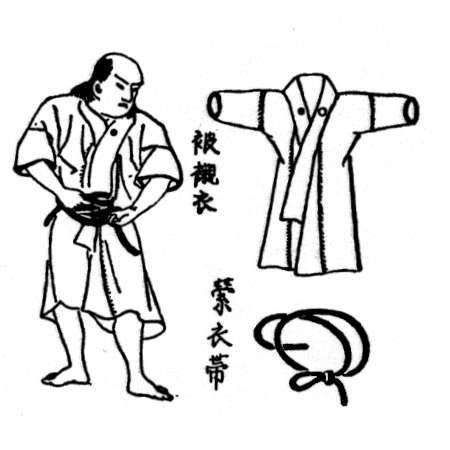
Vestire lo shitagi ("surcotto").
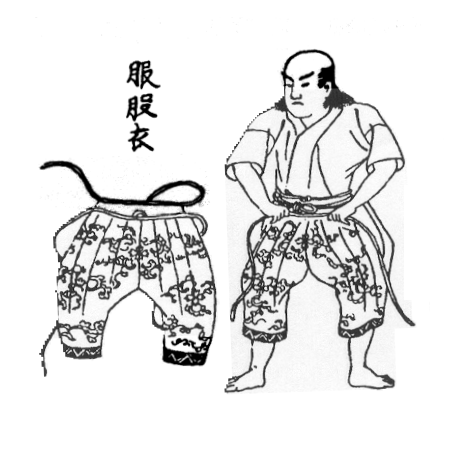
Coprire le gambe con la kobakama.
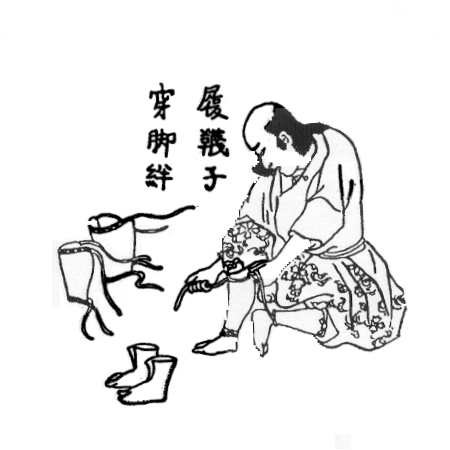
Coprire i polpacci con i kyahan.
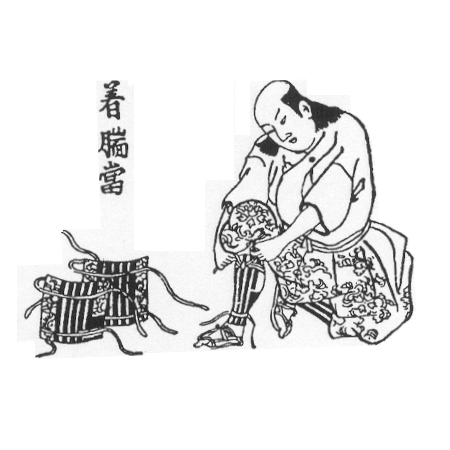
Indossare i suneate a protezione del polpaccio.
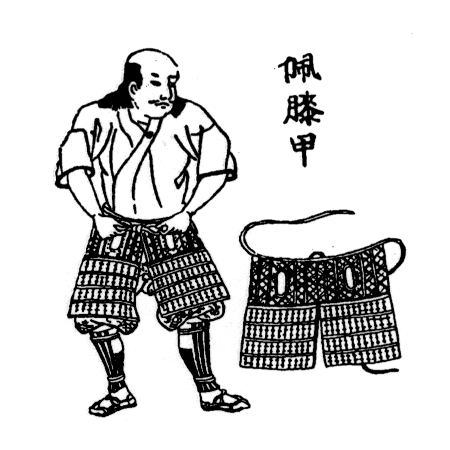
Indossare gli haidate a protezione della coscia.
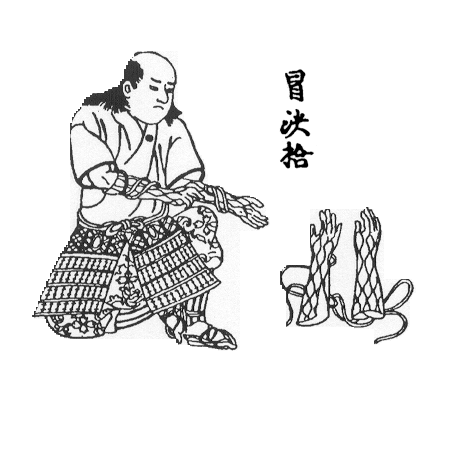
Calzare gli yugake per proteggere mani ed avambracci.
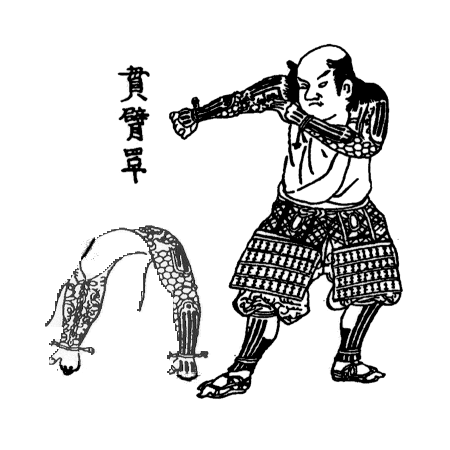
Coprire l'intero arto superiore con il kote.
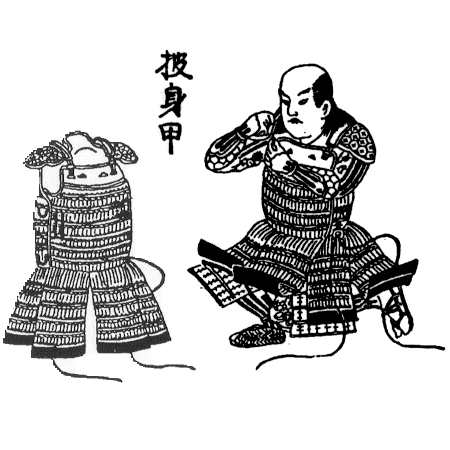
Indossare la corazza dō.
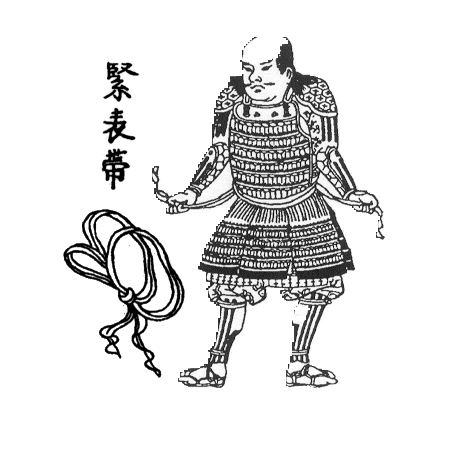
Cingere la himo.
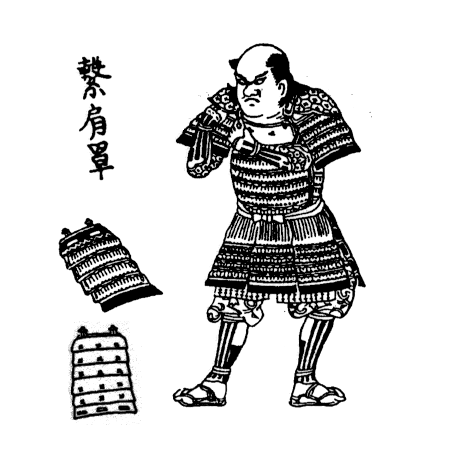
Indossare gli spallacci sode.
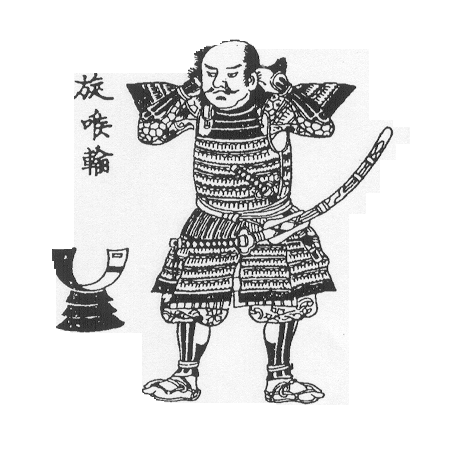
Proteggere il collo con la nodowa[N 4].
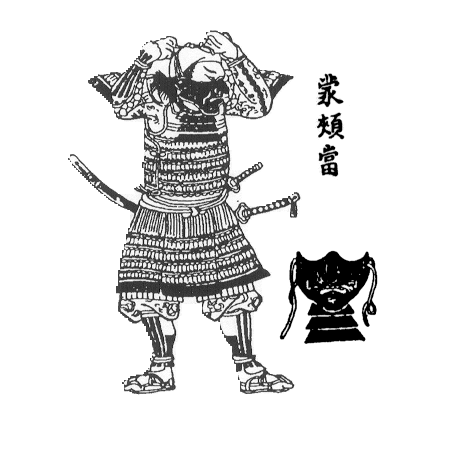
Indossare la menpō.
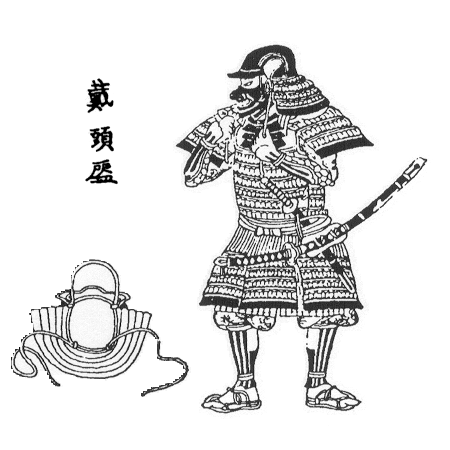
Indossare l'elmo kabuto.

## Tipologia

### Armatura primitiva
Le armature dell'era pre-samurai erano la tankō e la keikō:

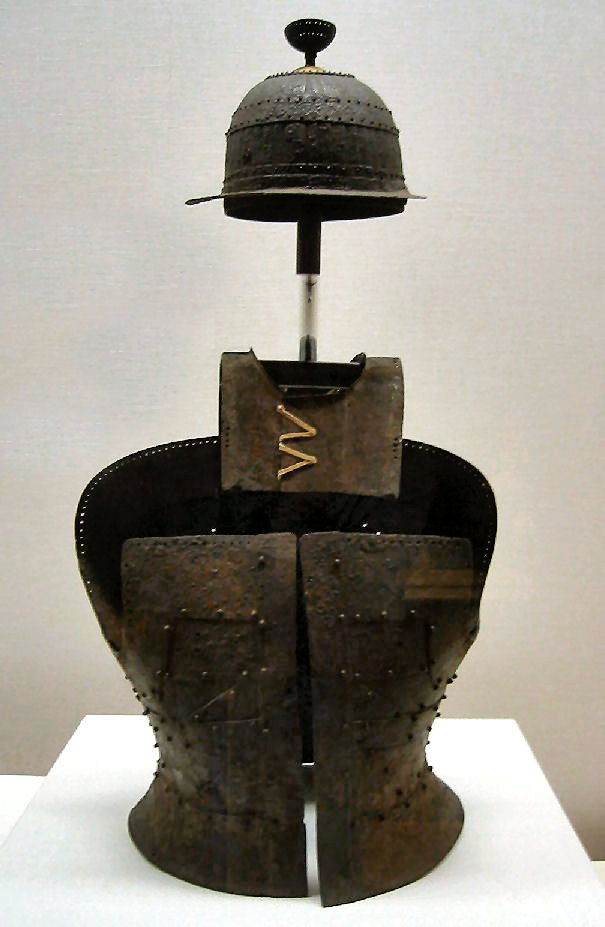
Elmo ed armatura in ferro tipo tankō con decorazioni in bronzo - V secolo (Periodo Kofun), Museo nazionale di Tokyo.
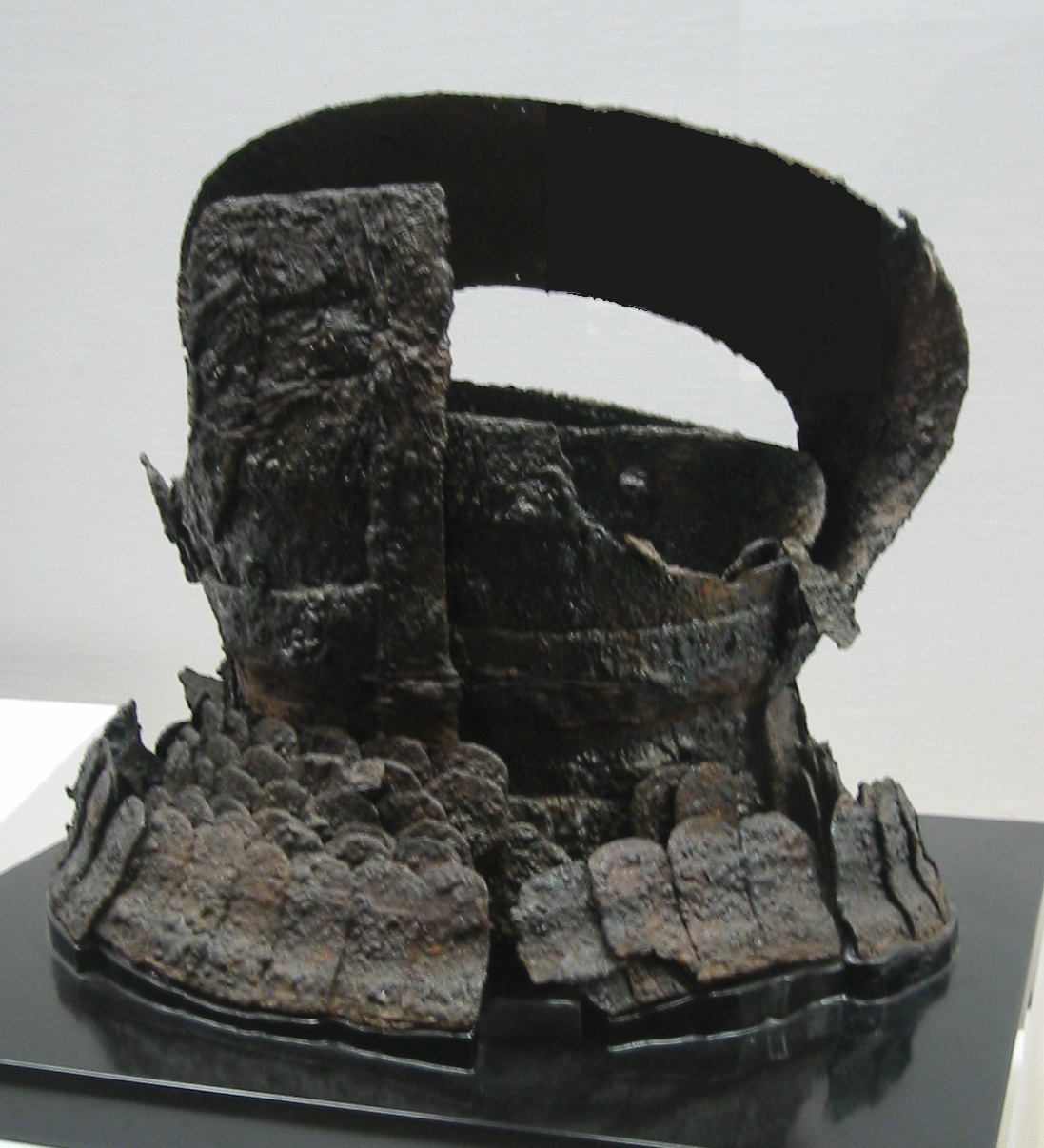
Armatura in piastre di ferro connesse da legacci di cuoio - V secolo (Periodo Kofun), Museo nazionale di Tokyo.
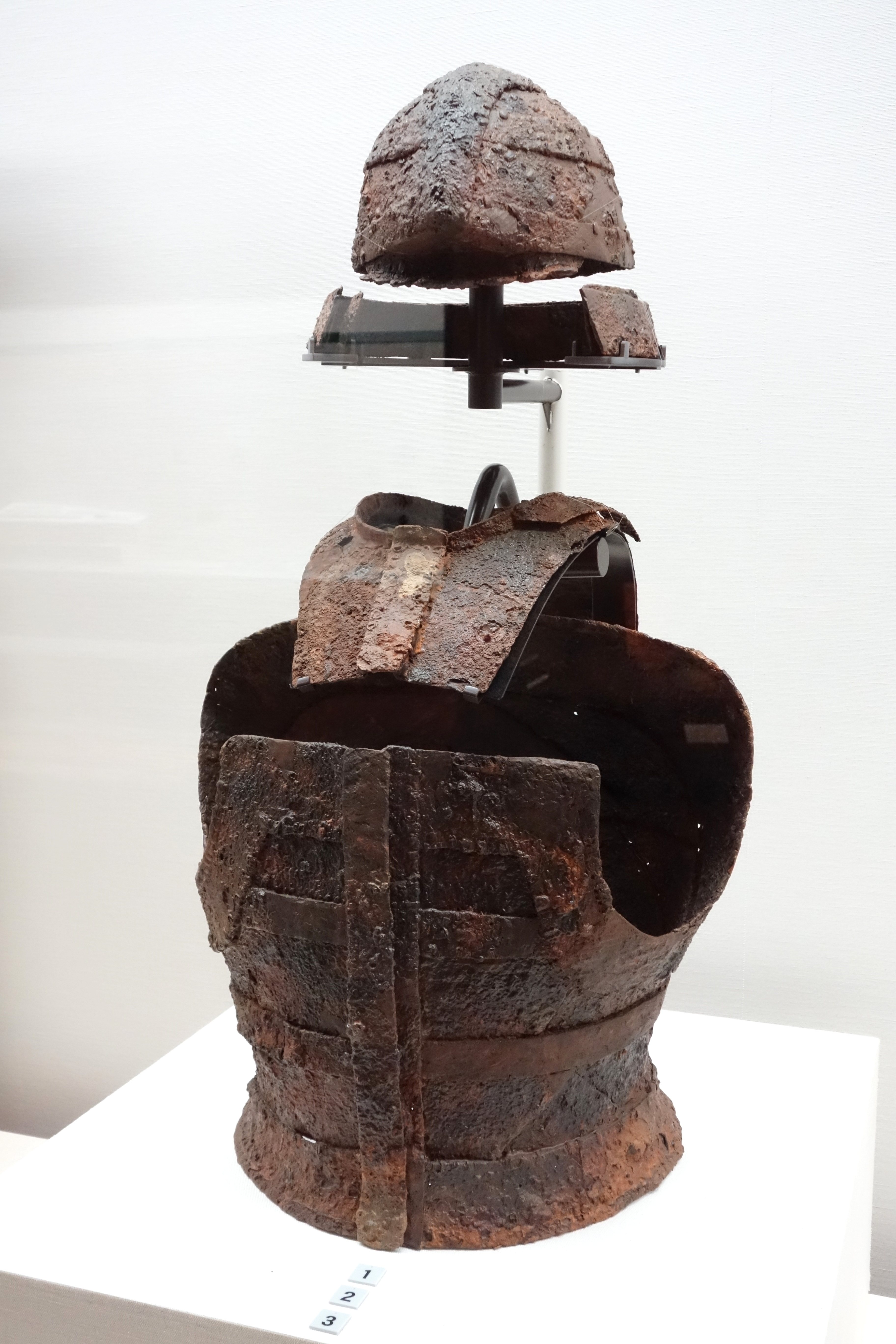
Armatura del Periodo Kofun - V secolo, Museo nazionale di Tokyo.
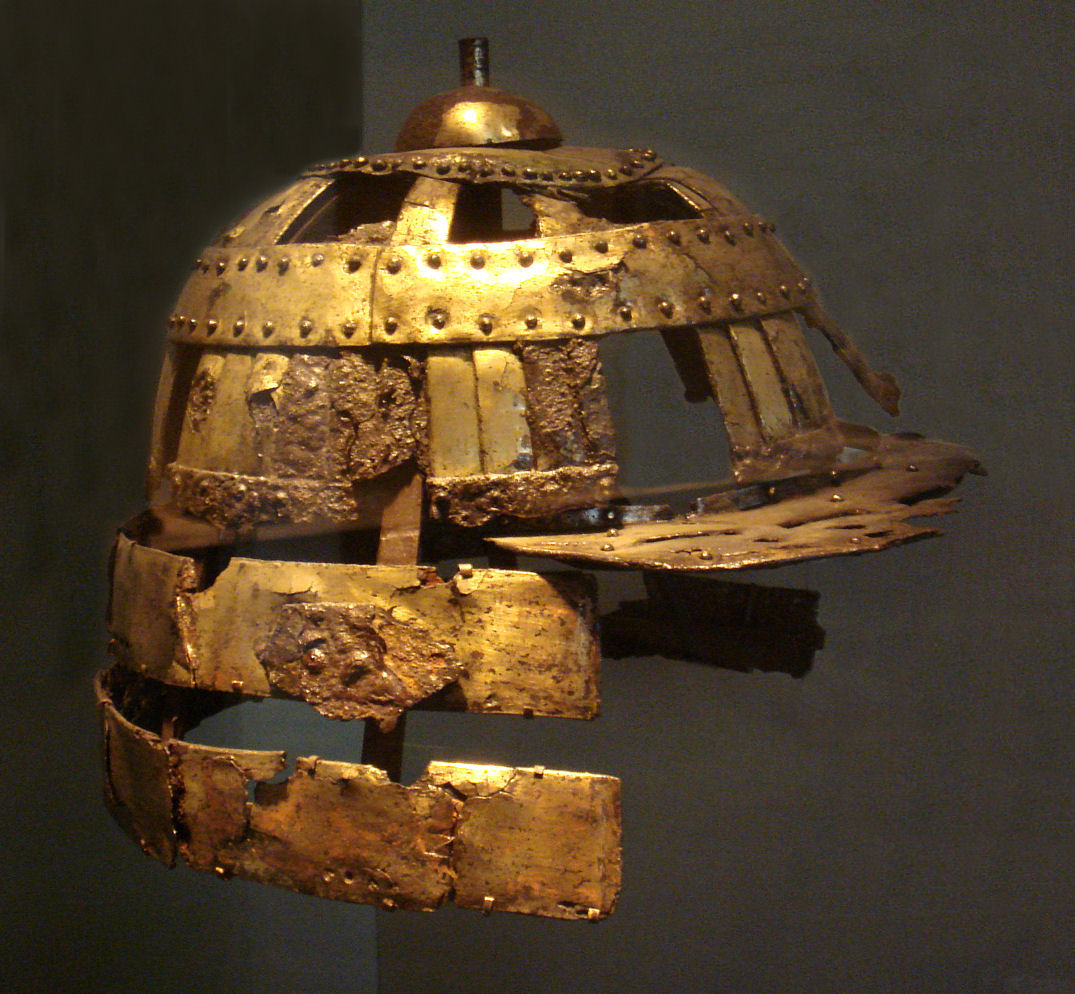
Elmo del Periodo Kofun in ferro e rame - V secolo.

### Armatura "classica" (Kozane-gusoku)
La kozane dō gusoku è l'armatura samurai per antonomasia, precedente l'introduzione in Giappone delle armi da fuoco occidentali. Ha come elemento centrale una corazza (dō) composta da lamelle, di piccole dimensioni (hon-kozane), o lamine, di grandi dimensioni (hon-iyozane), in metallo/cuoio, interconnesse tra loro da rivetti, lacci o cotta di maglia, ricoperte di lacca per garantire maggior resistenza alle intemperie. La corazza poteva essere di tipo leggereo (dō-maru e haramaki-dō), per i fantaccini, o pesante (ō-yoroi) per la cavalleria.

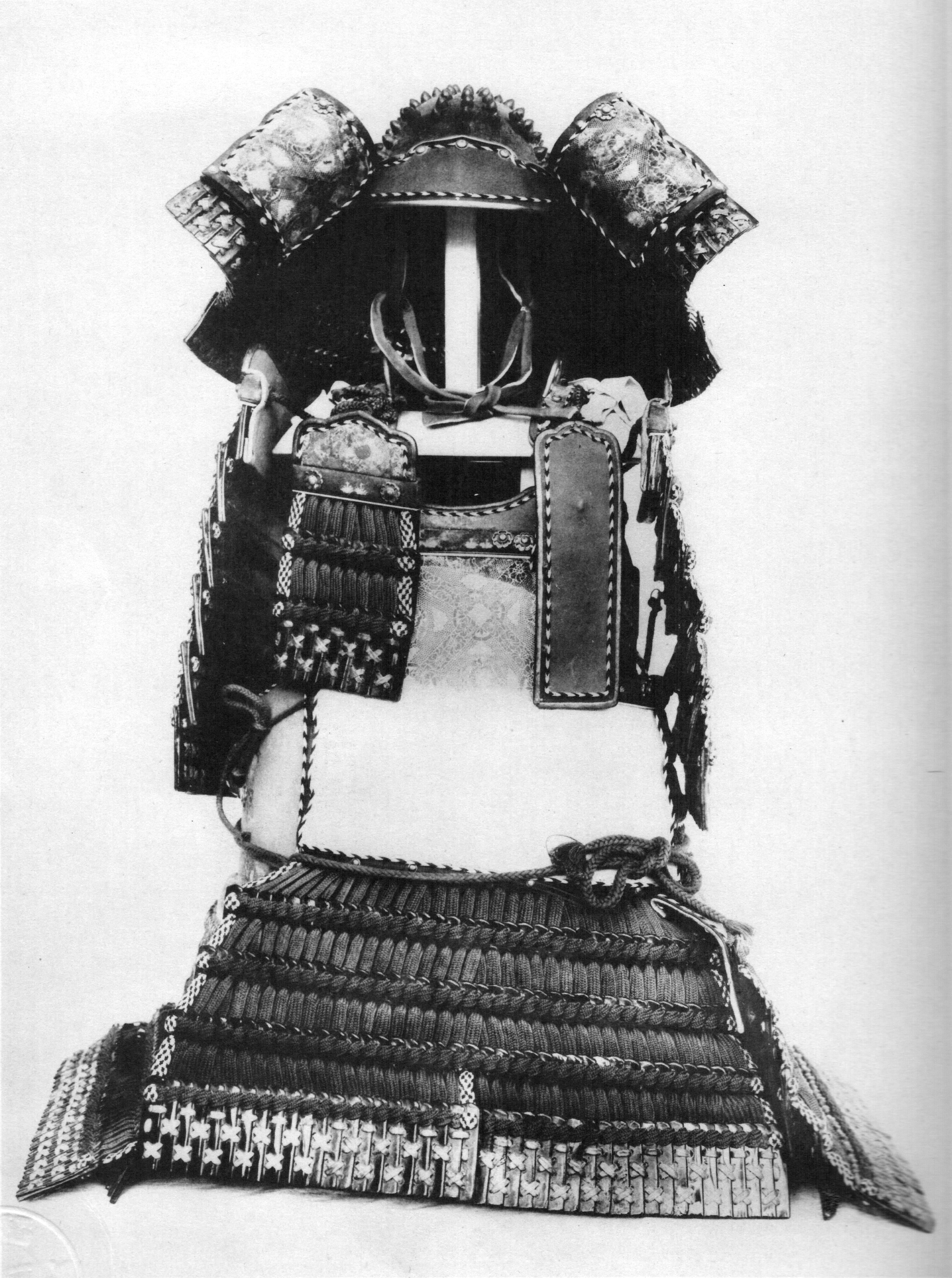
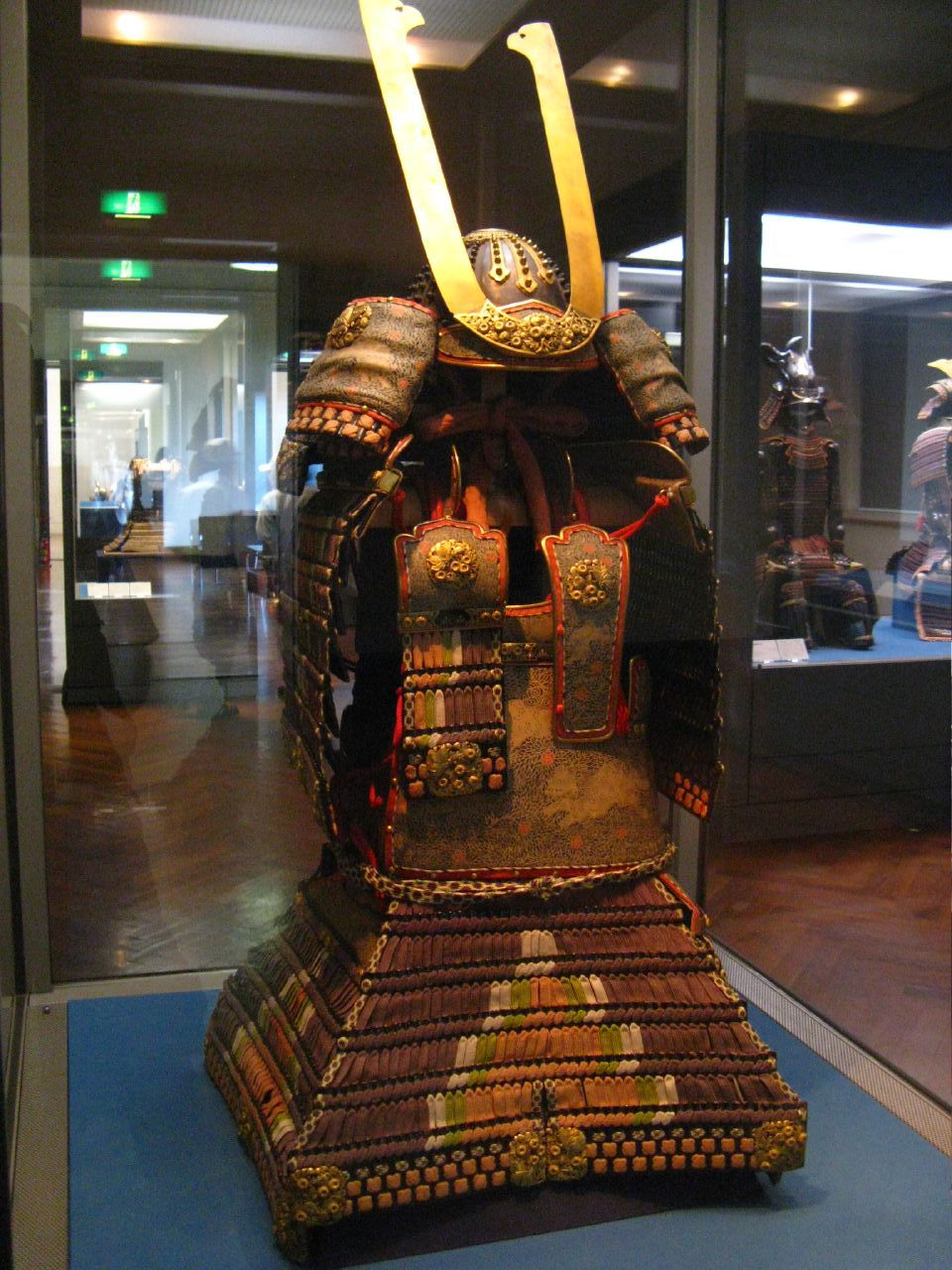
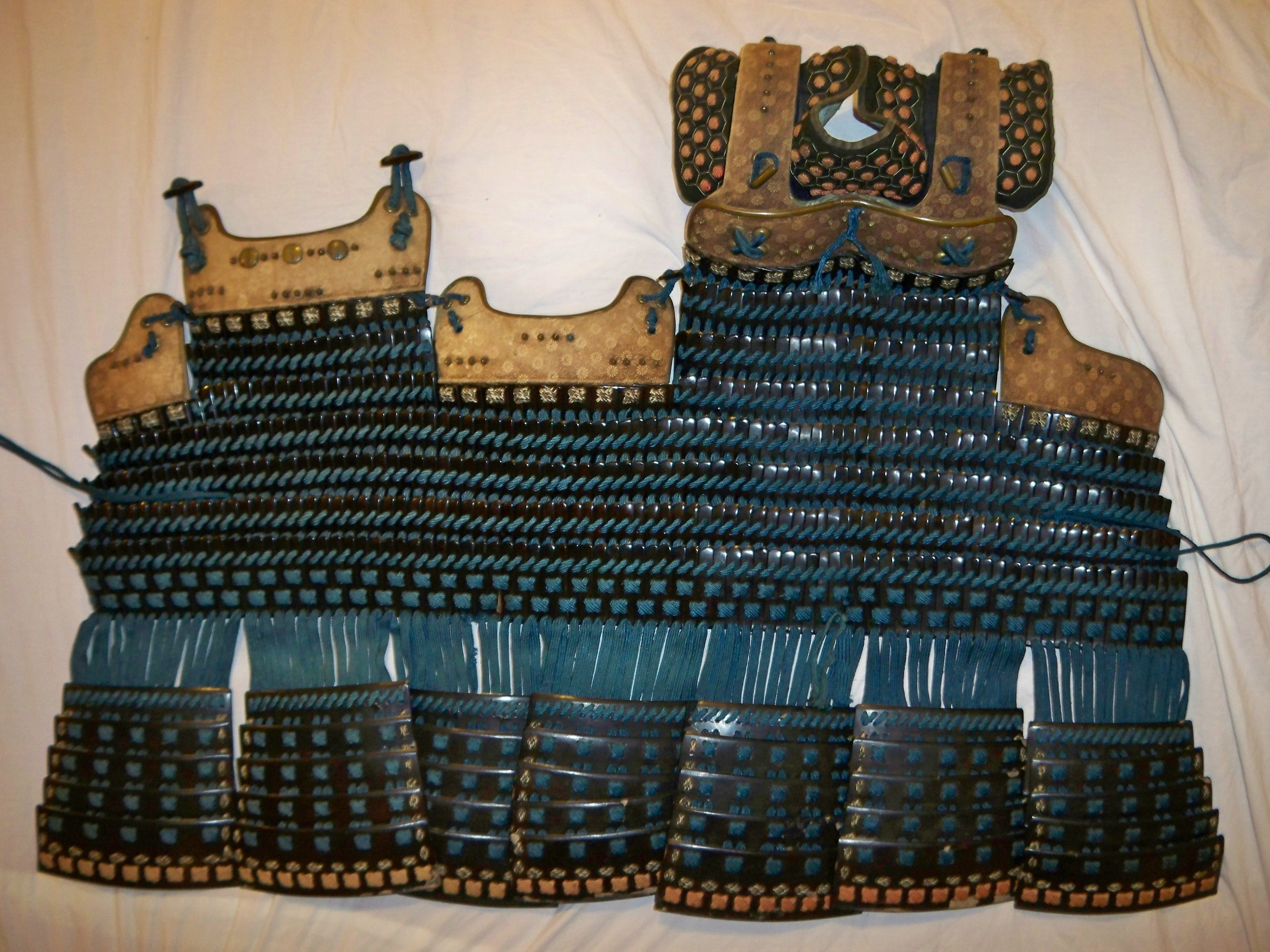
Hon kozane dō-maru realizzata con oltre 500 lamine di cuoio (nerigawa).
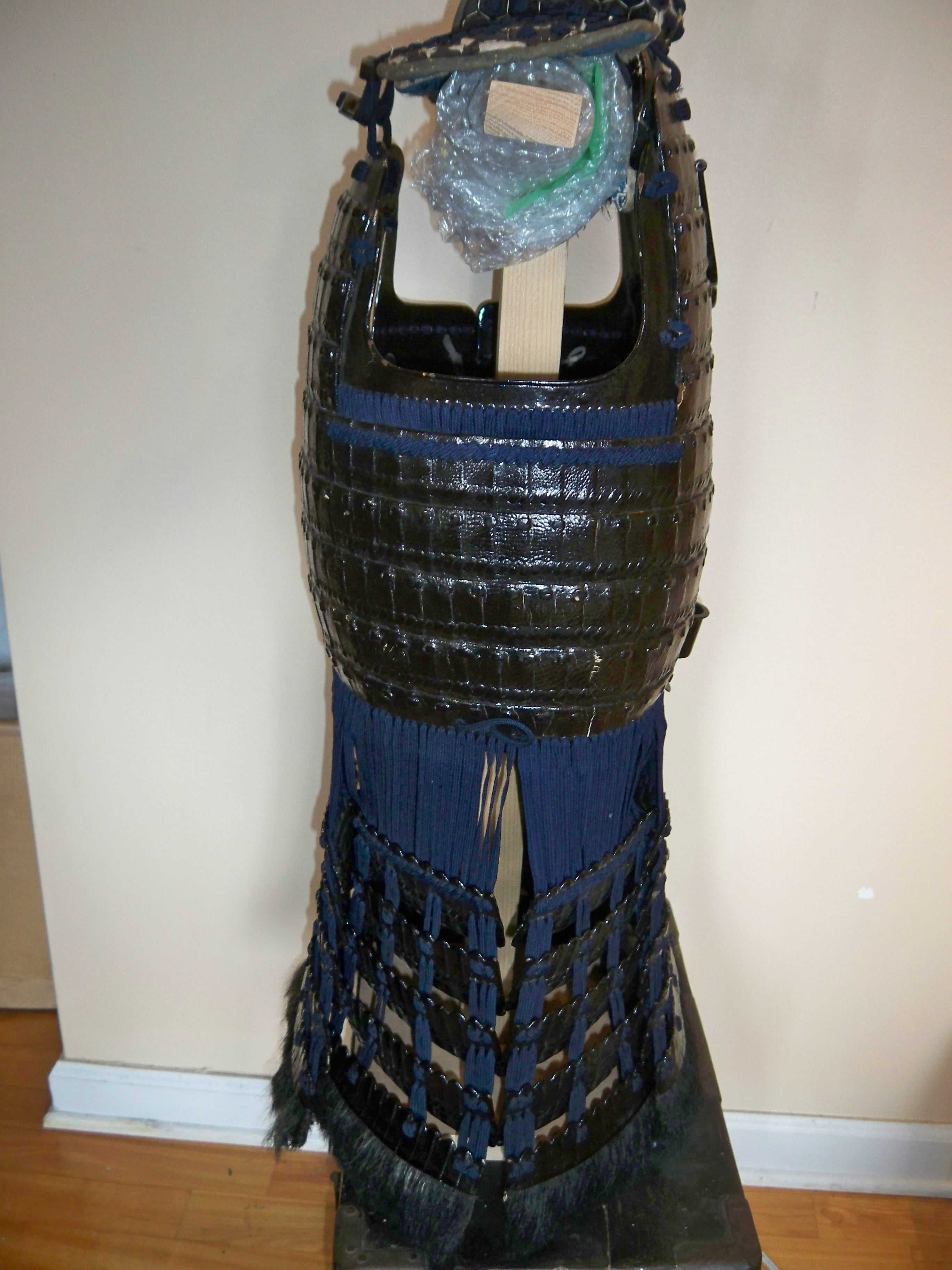
Hon iyozane dō-maru realizzata con oltre 250 lamelle di ferro.
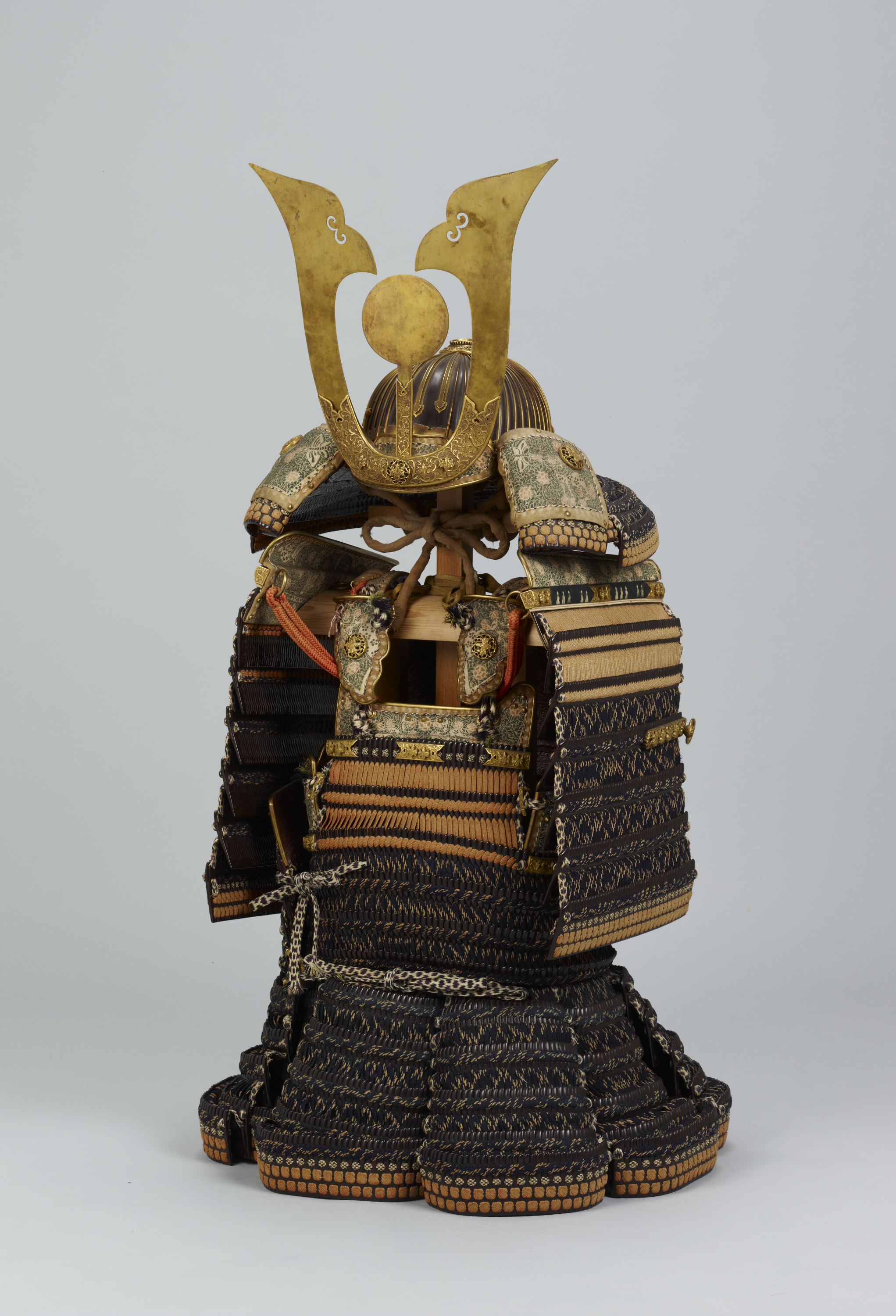
Dō maru - Museo Nazionale di Tokyo.

### Armatura "moderna" (Tosei-gusoku)
La tosei-gusoku venne sviluppata dopo la diffusione in Giappone delle armi da fuoco occidentali. Le kozane vennero sostituite dalle piastre di ferro ita-mono.

La tipologia comprende:
- Okegawa dō gusoku - armatura con corazza tubolare ottenuta con lamelle orizzontali (yokohagi dō) o verticali (tatehagi dō);
- Hishinui/Hishi-toji dō - corazza per okegawa dō gusoku composta da finte-lamine (iyozane) con "nodi" trasversali;
- Munemenui/Unamenui dō - corazza con impuntura che corre lungo le file orizzontali di finte lamine;
- Dangae dō gusoku - armatura composita con elementi tosei e kozane;
- Hotoke dō gusoku - armatura con corazza a piastra liscia, priva di lamine/lamelle;
- Nio dō - corazza anatomica con piastra lavorata a sbalzo per rassomigliare il petto cadente di un vecchio;
- Katahada-nugi dō - corazza con piastra anatomica;
- Yukinoshita/Sendai dō - corazza composta da cinque piastre saldate;
- Hatomune dō gusoku - armatura con corazza carenate ispirata al corsaletto europeo;
- Uchidashi dō gusoku - armatura con corazza decorata a sbalzo;
- Nanban dō gusoku - armatura giapponese che integra elementi fabbricati da armorari europei: solitamente la corazza e l'elmetto tipo morione;
- Mōgami dō - variante del Yukinoshita/Sendai dō nel quale le piastre non sono rivettate tra loro ma allacciate da sugake odoshi.

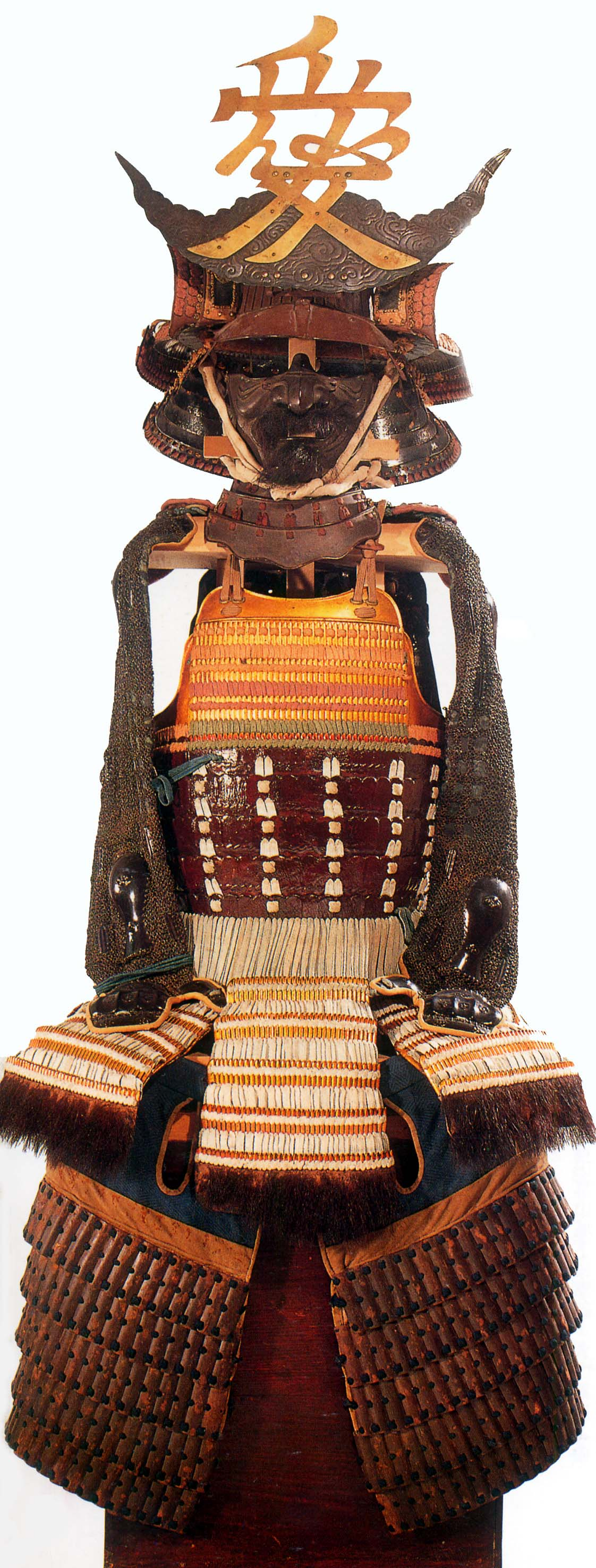
Dangae dō gusoku - Altare di Uesugi (Giappone).
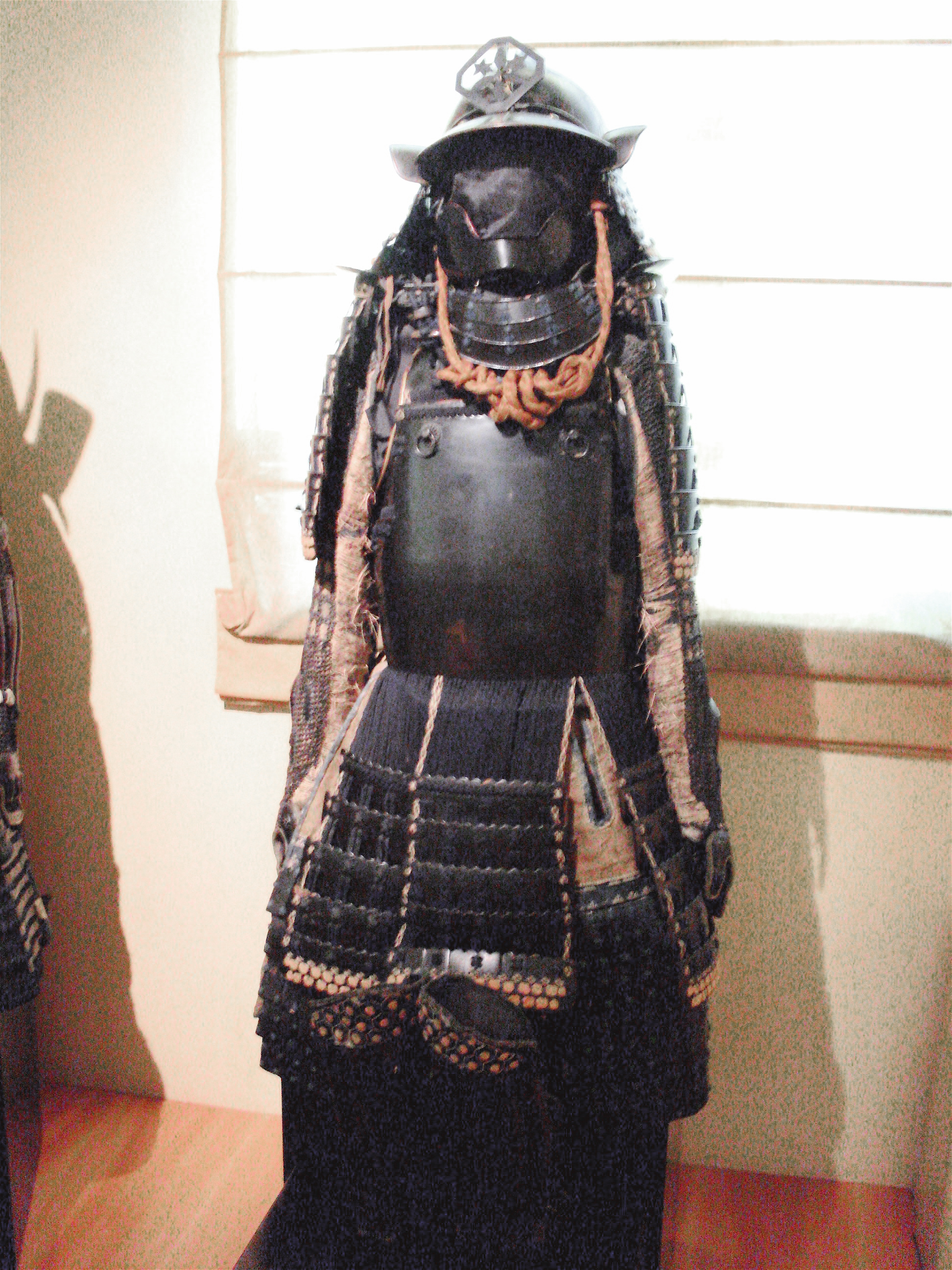
Hotoke dō gusoku
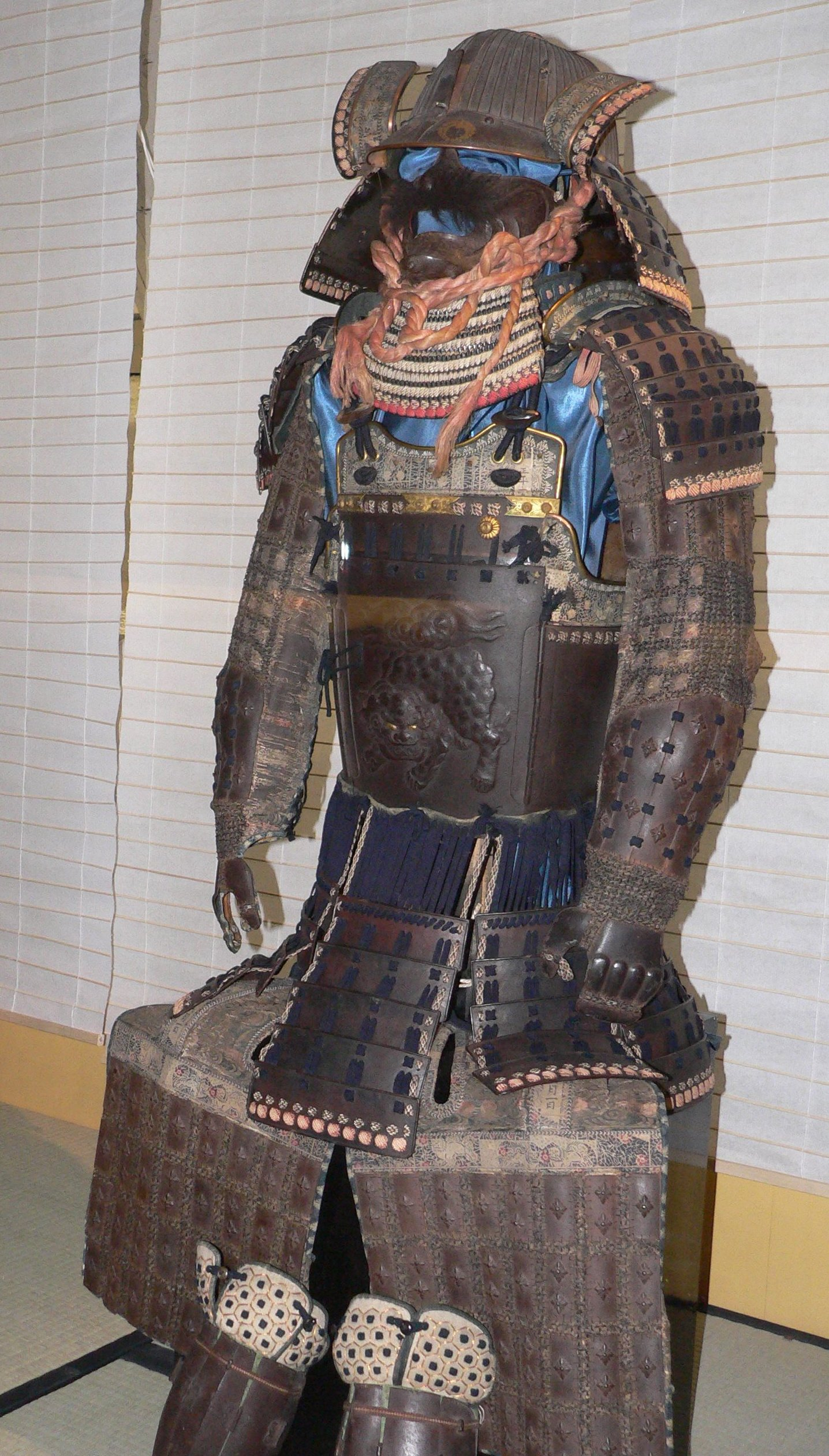
Yukinoshita/Sendai dō gusoku
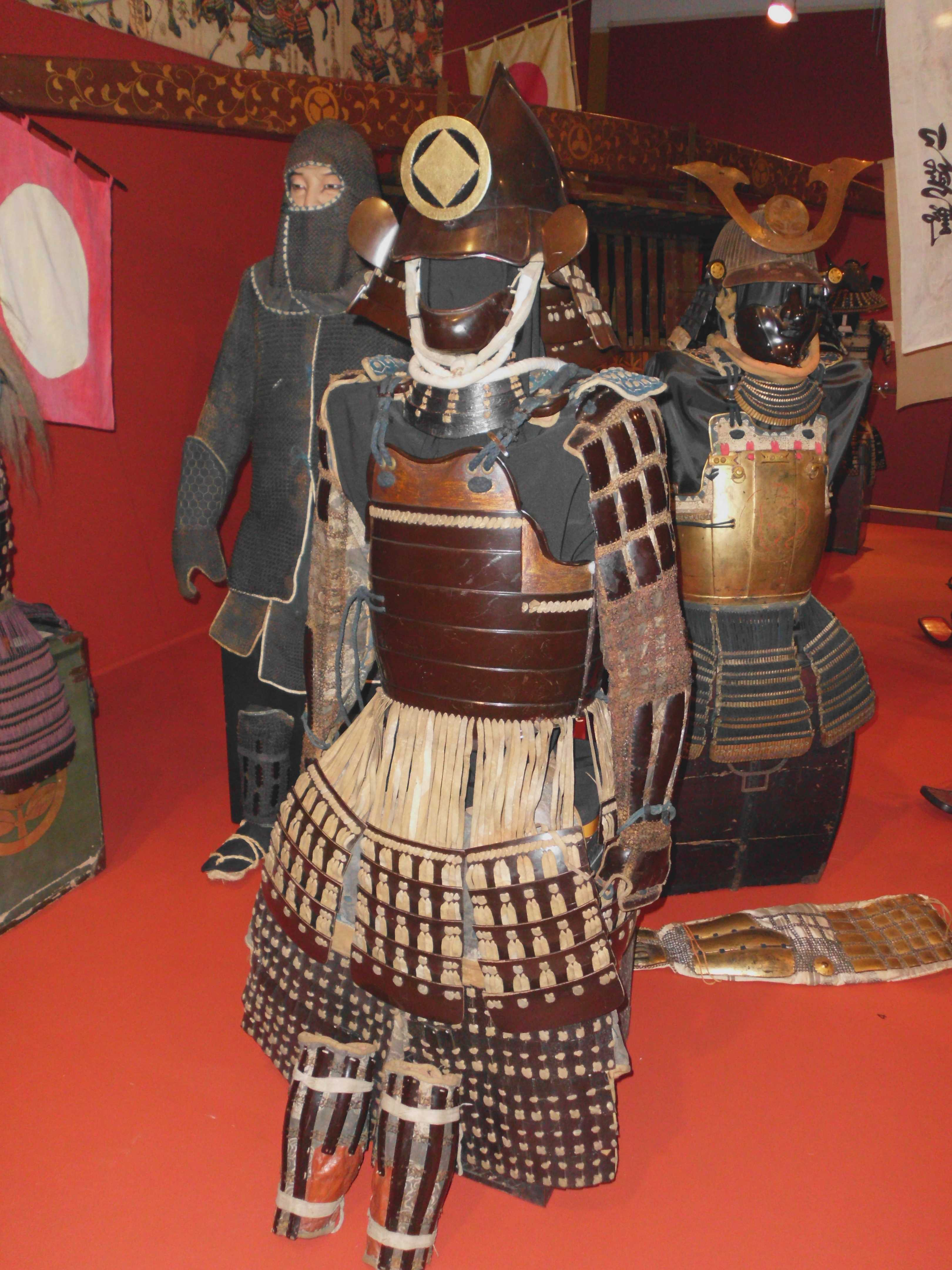
Okegawa ni-mai dō gusoku con momonari kabuto del Periodo Edo.

### Altri tipi
- Tatami-gusoku - Armatura portatile pieghevole composta da: (i) una trama in maglia di ferro alternata a piccole piastre quadrate/rettangolari (karuta) o esagonali (kikko); o (ii) interamente di maglia metallica (kusari gusoku). All'armatura si accompagnavano leggere protezioni per la testa: le cervelliere tipo hachi gane o gli elmi "collassabili" chochin kabuto[13].
- Tameshi-gusoku - lett. "Armatura testata contro le pallottole"
- Okasi-gusoku - Armatura a basso costo, dalle componenti essenziali (corazza tatami-dō ed elmo jinkasa), prodotta in massa per armare le milizie degli ashigaru, spesso decorate con l'insegna del clan (mon).
- Kusari-gusoku - Armatura interamente, o quasi interamente, realizzata in maglia di ferro.
- Kigote - Varietà di Kote articolato con altre componenti protettive come erisuwari a protezione del collo, kara-ate per la protezione delle spalle e wakibiki per la protezione delle ascelle: kote haramaki per la protezione del ventre; tominaga kote, due kote connessi l'uno all'altro da lacci sul petto e sulla schiena del guerriero; sashinuki kote, una sorta di corto giacchetto.
- Yoroi-katabira - Brigantina irrobustita da piastre di metallo, tipo kikko o karuta, maglia di ferro kusari o una combinazione di queste componenti.

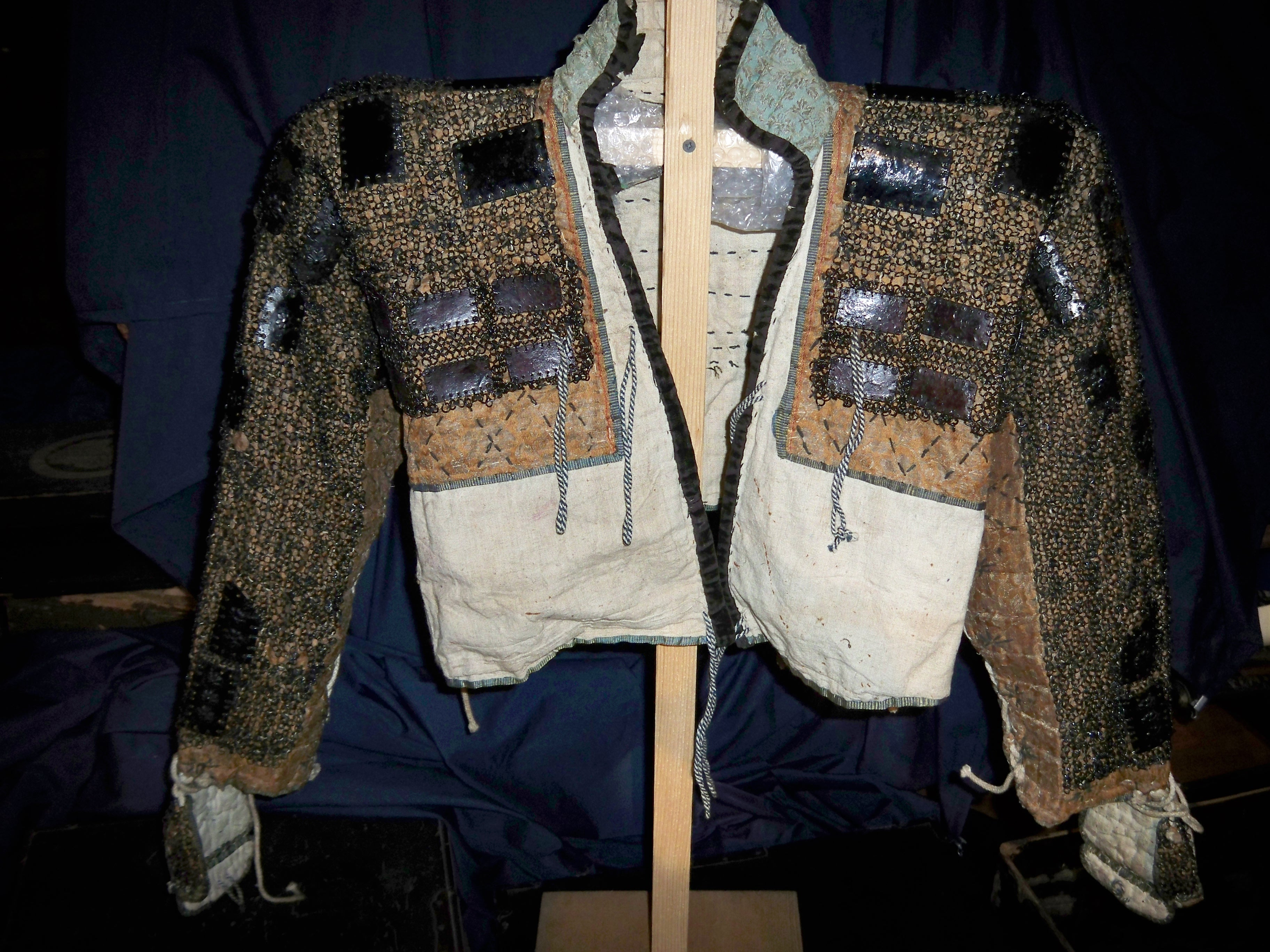
Karuta sashinuki kote del Periodo Edo.
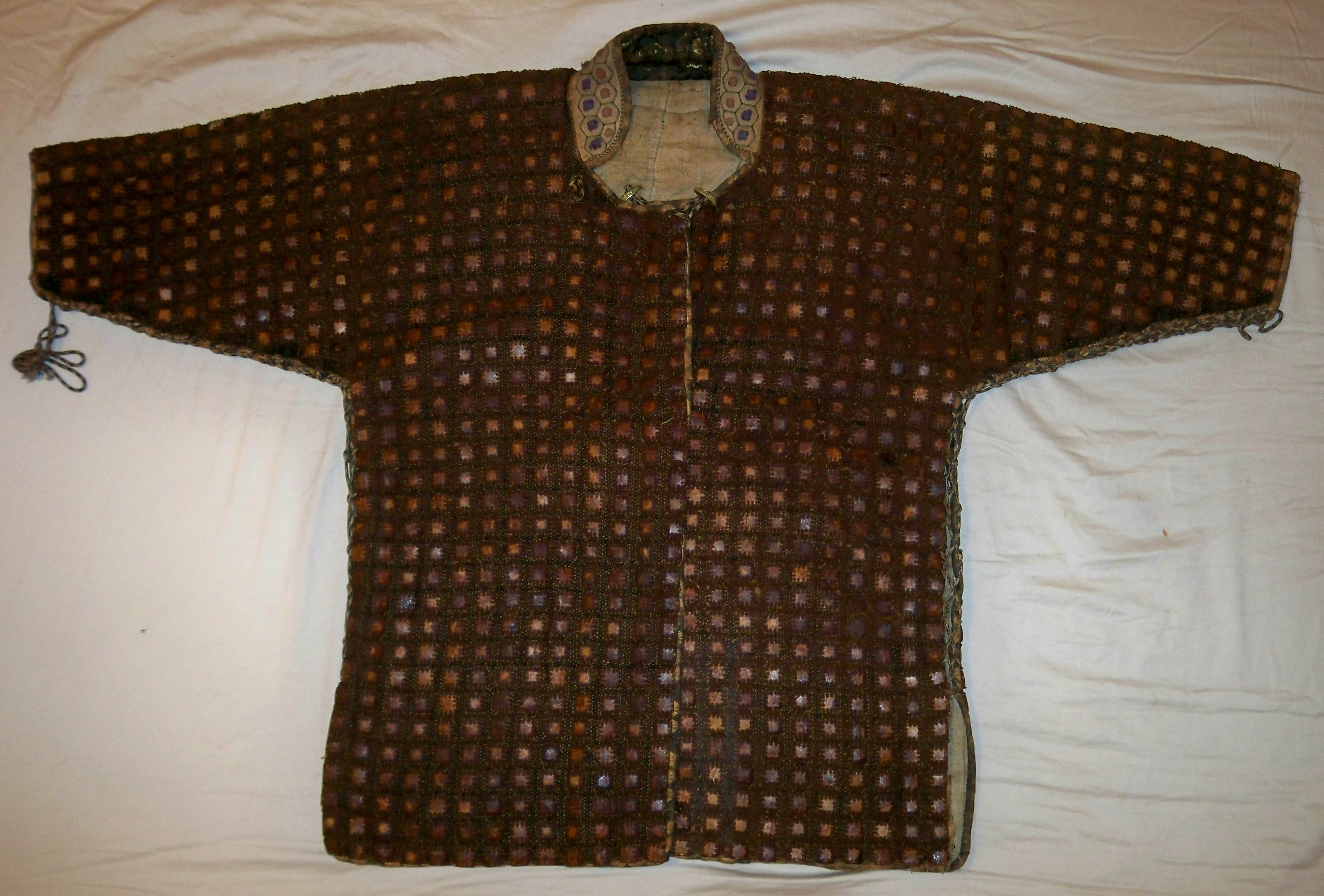
Kusari-karuta katabira - brigantina con 2000 lamelle di cuoio (nerigawa) interconnesse da maglia di ferro.
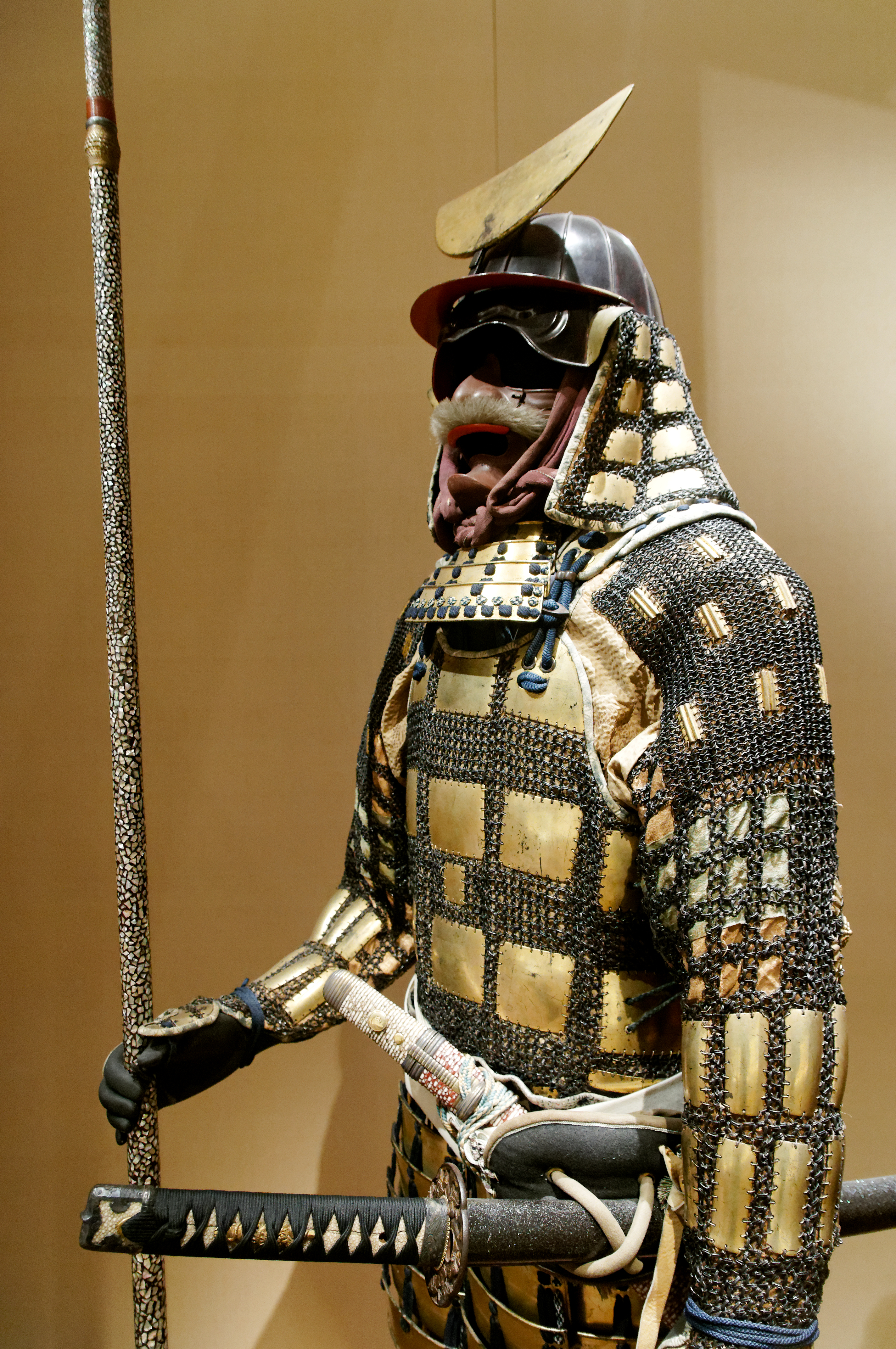
Karuta tatami gusoku.
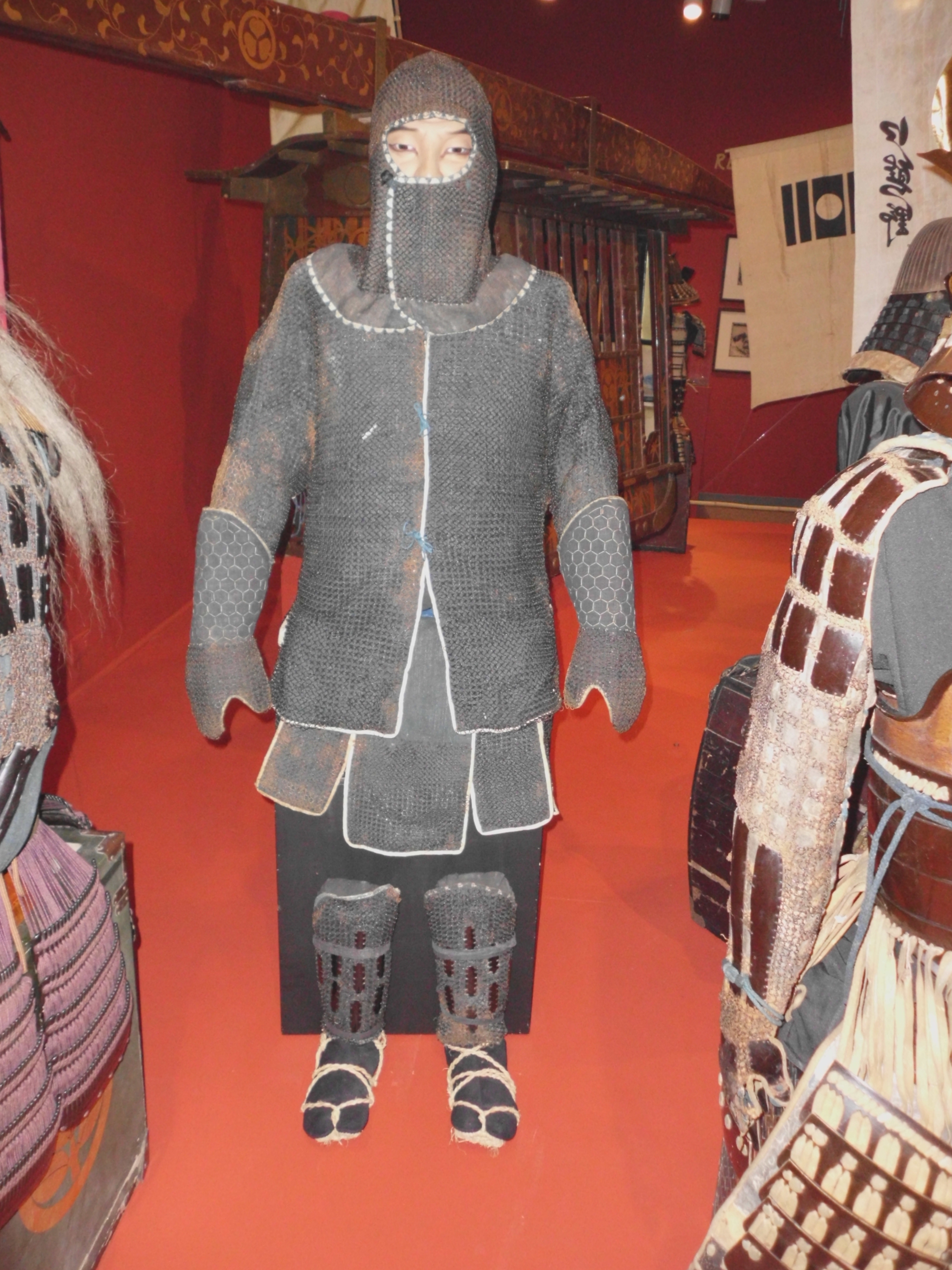
Armatura completa kusari
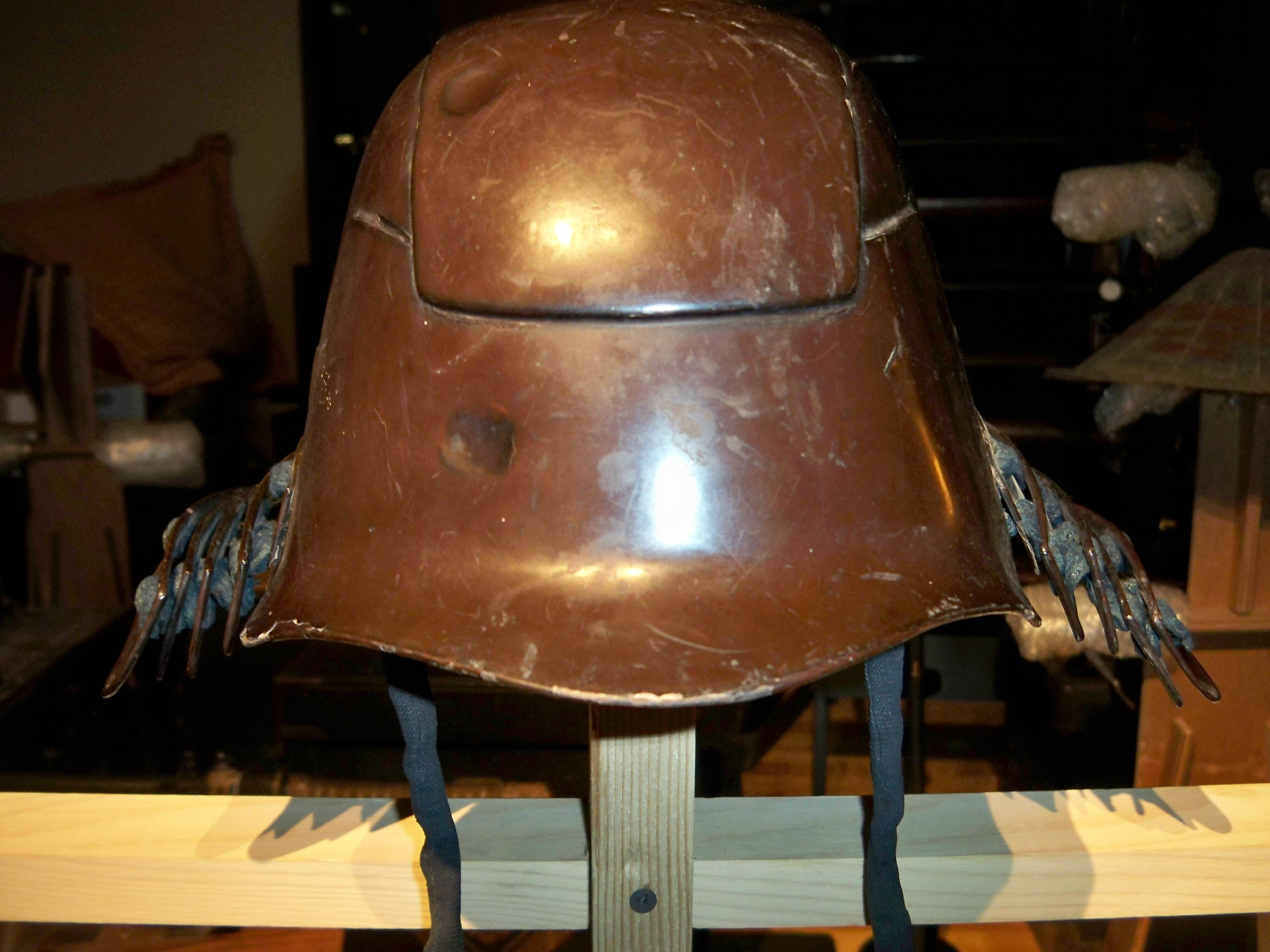
Zunari kabuto "testato" per le pallottole (si notano i segni delle pallottole).

## Componenti individuali dell'armatura giapponese

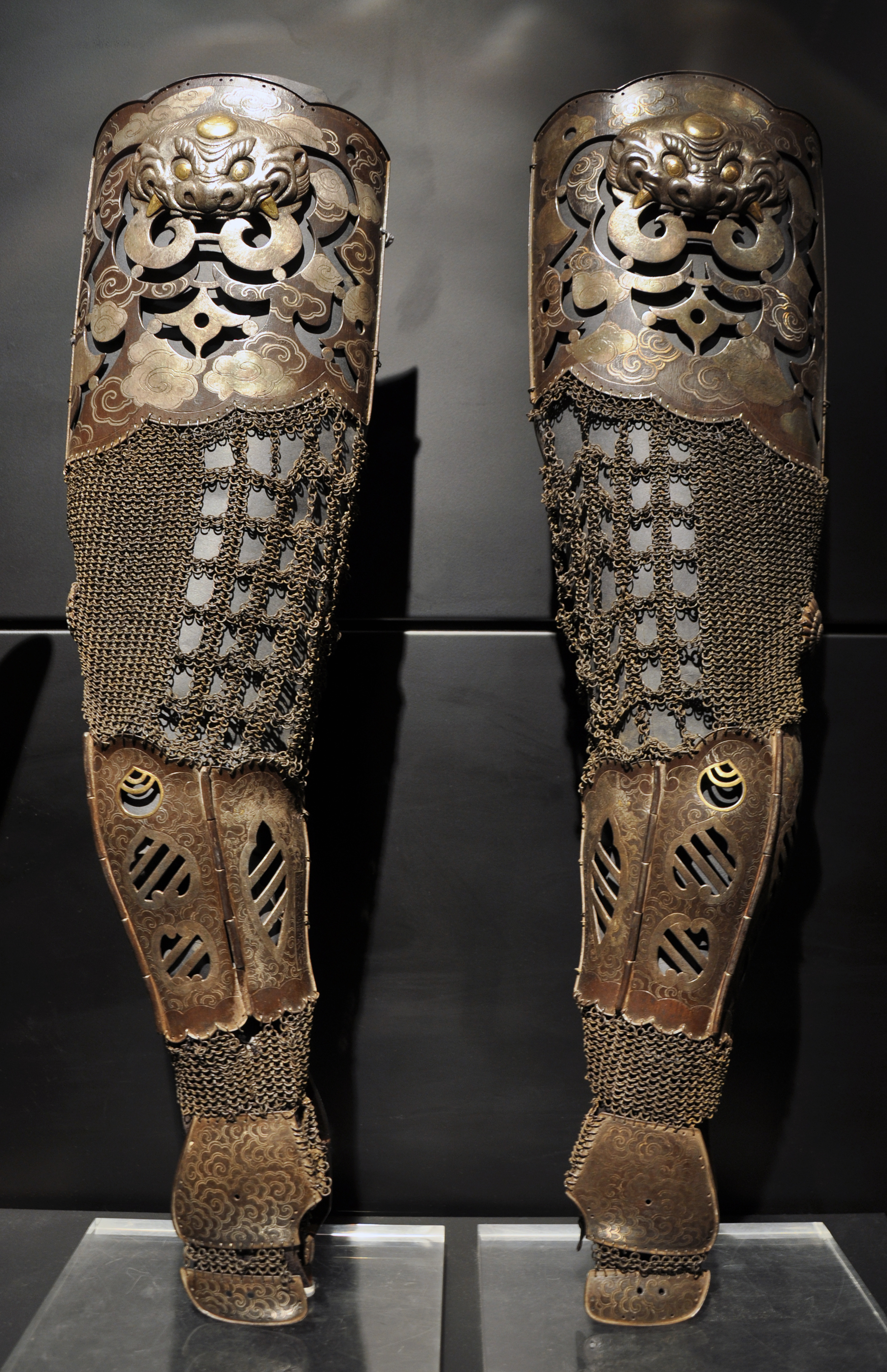
Sontuoso paio di kote del Periodo Edo in piastre di metallo laccate congiunte da maglia di ferro kusari.
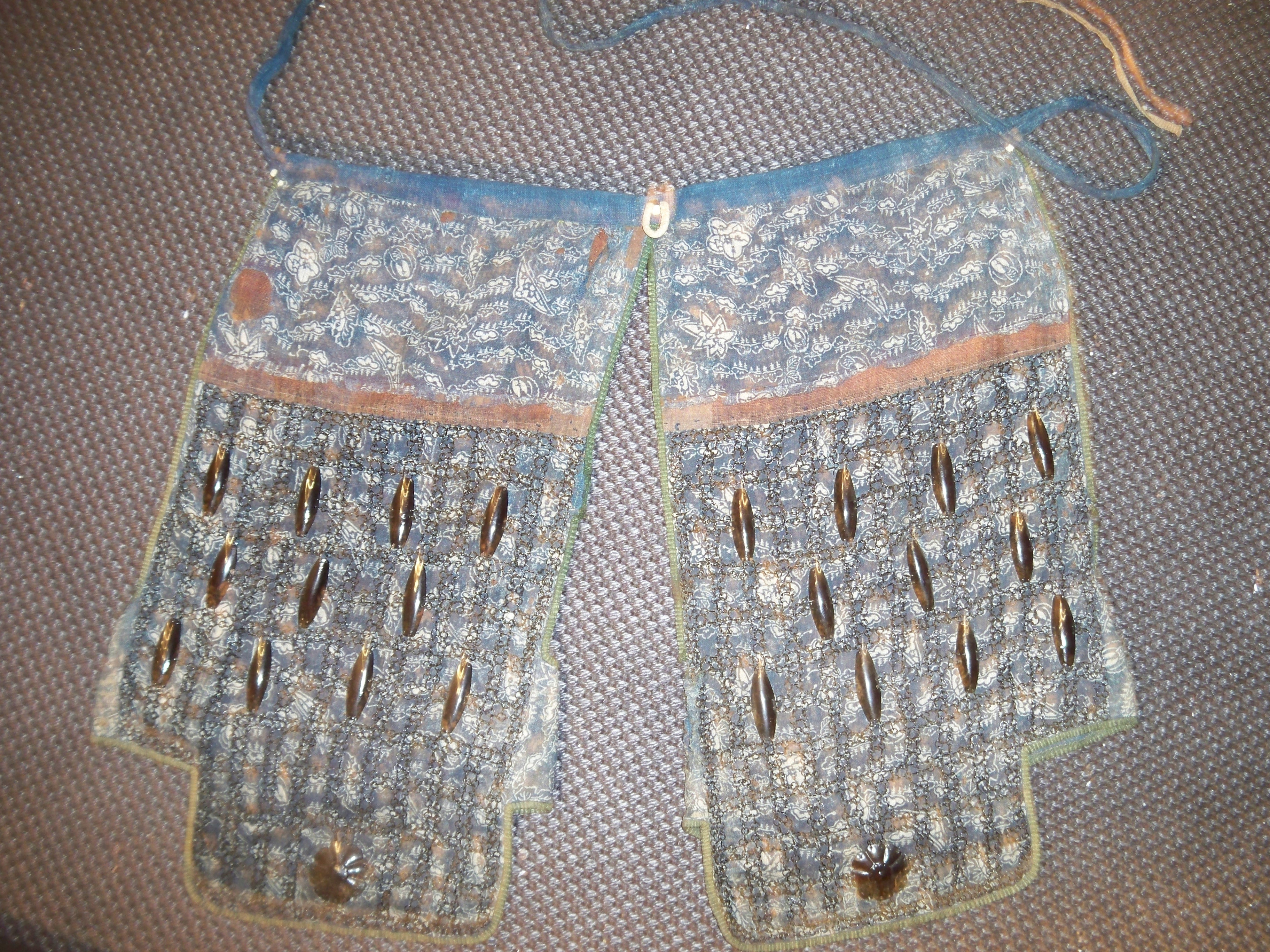
Haidate del Periodo Edo in placche e maglia di ferro su supporto di stoffa.
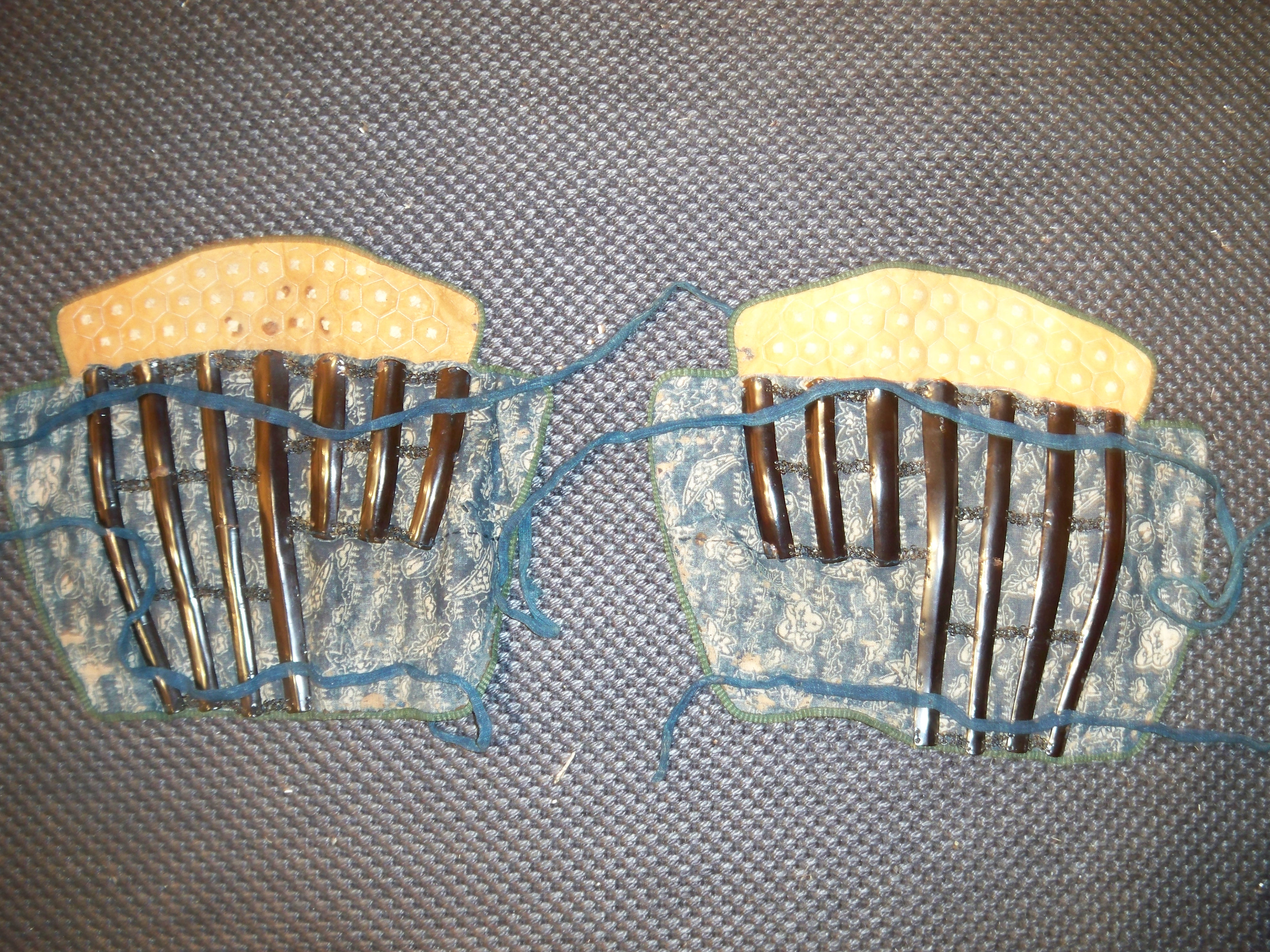
Suneate del Periodo Edo con piastre di ferro shino e ginocchiello tipo kikko.
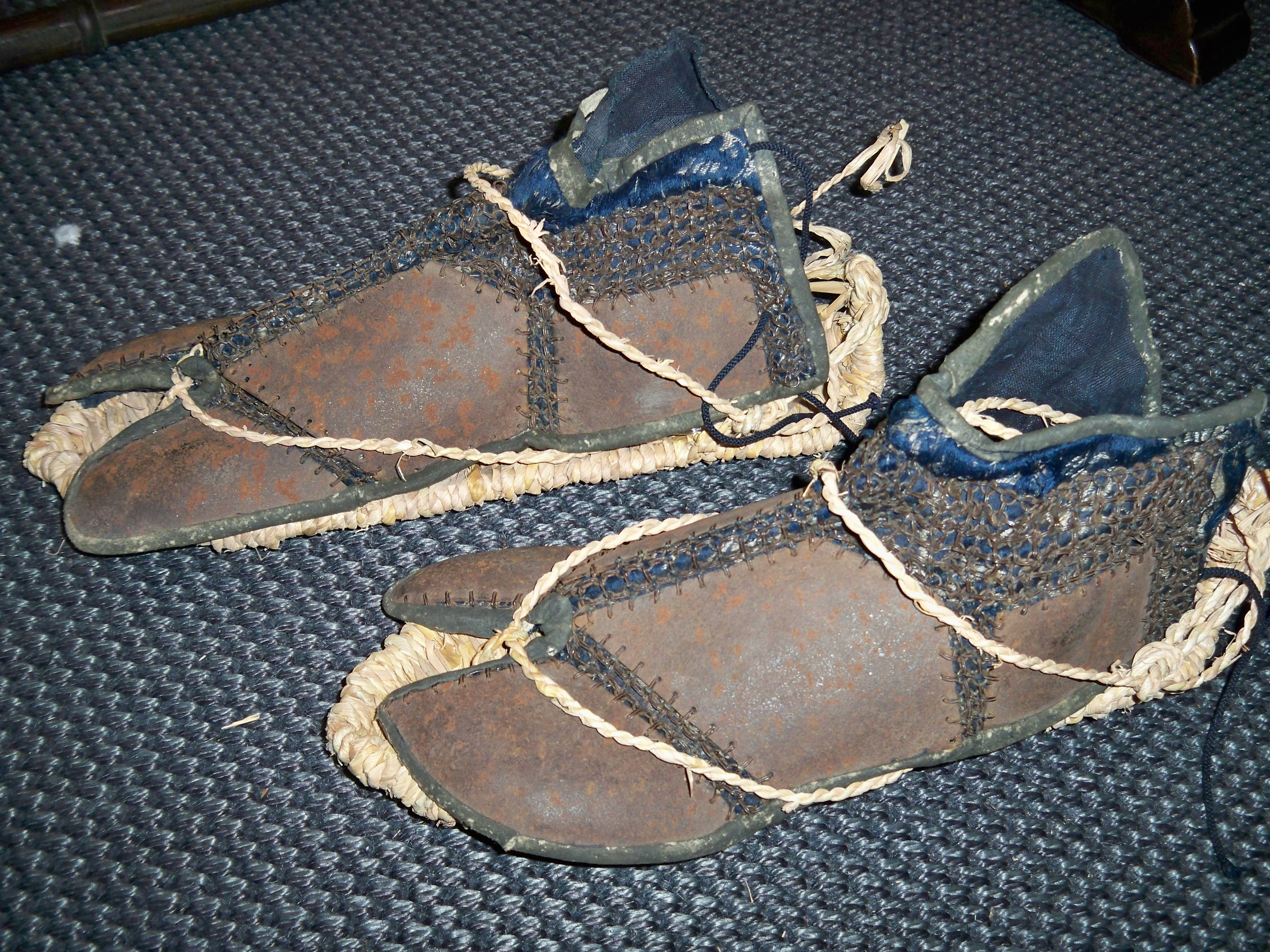
Sandali corazzati Kôgake del Periodo Edo.
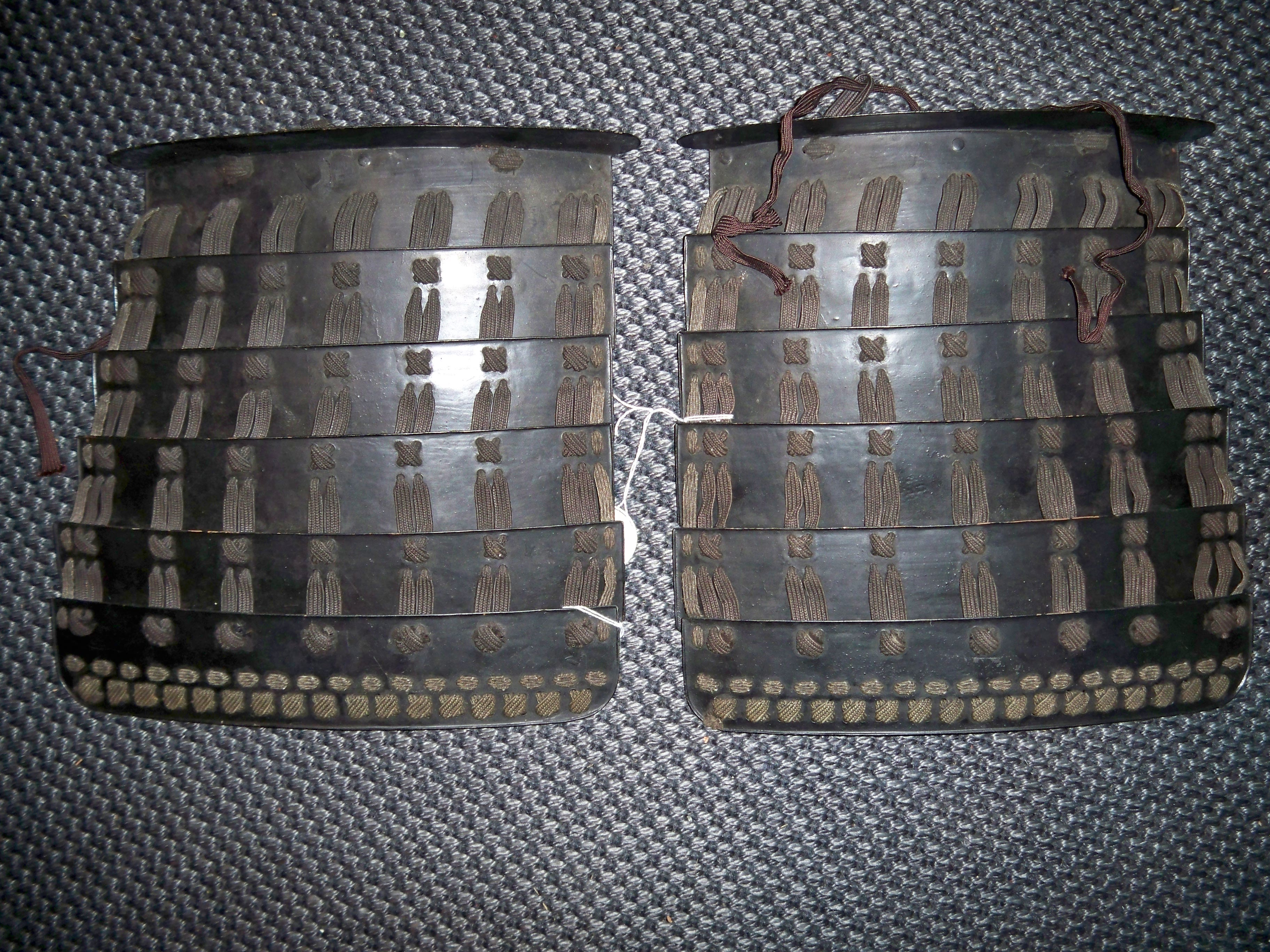
Spallacci sode.
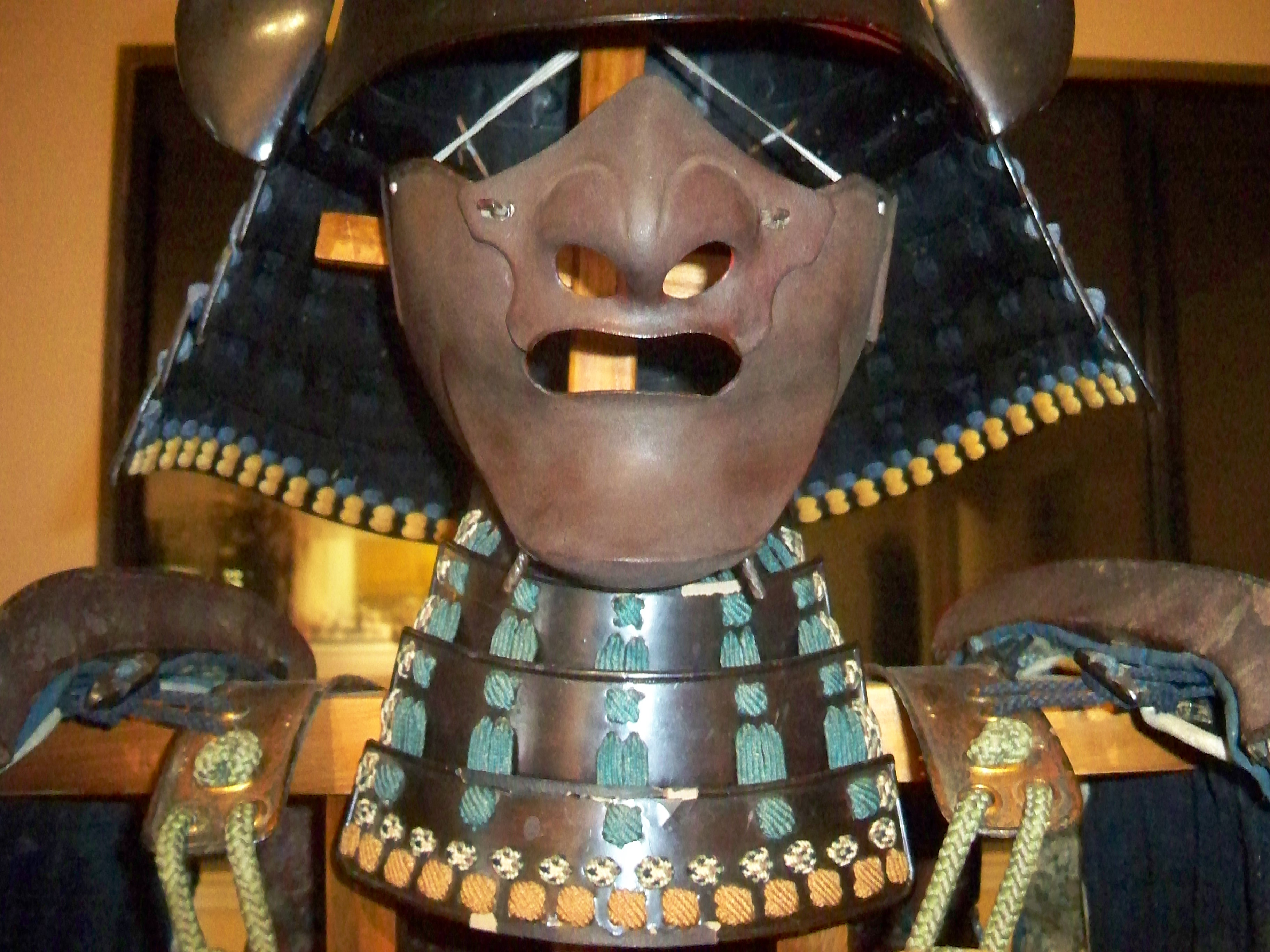
Maschera da guerra mempo con barbozza in ferro yodare-kake.
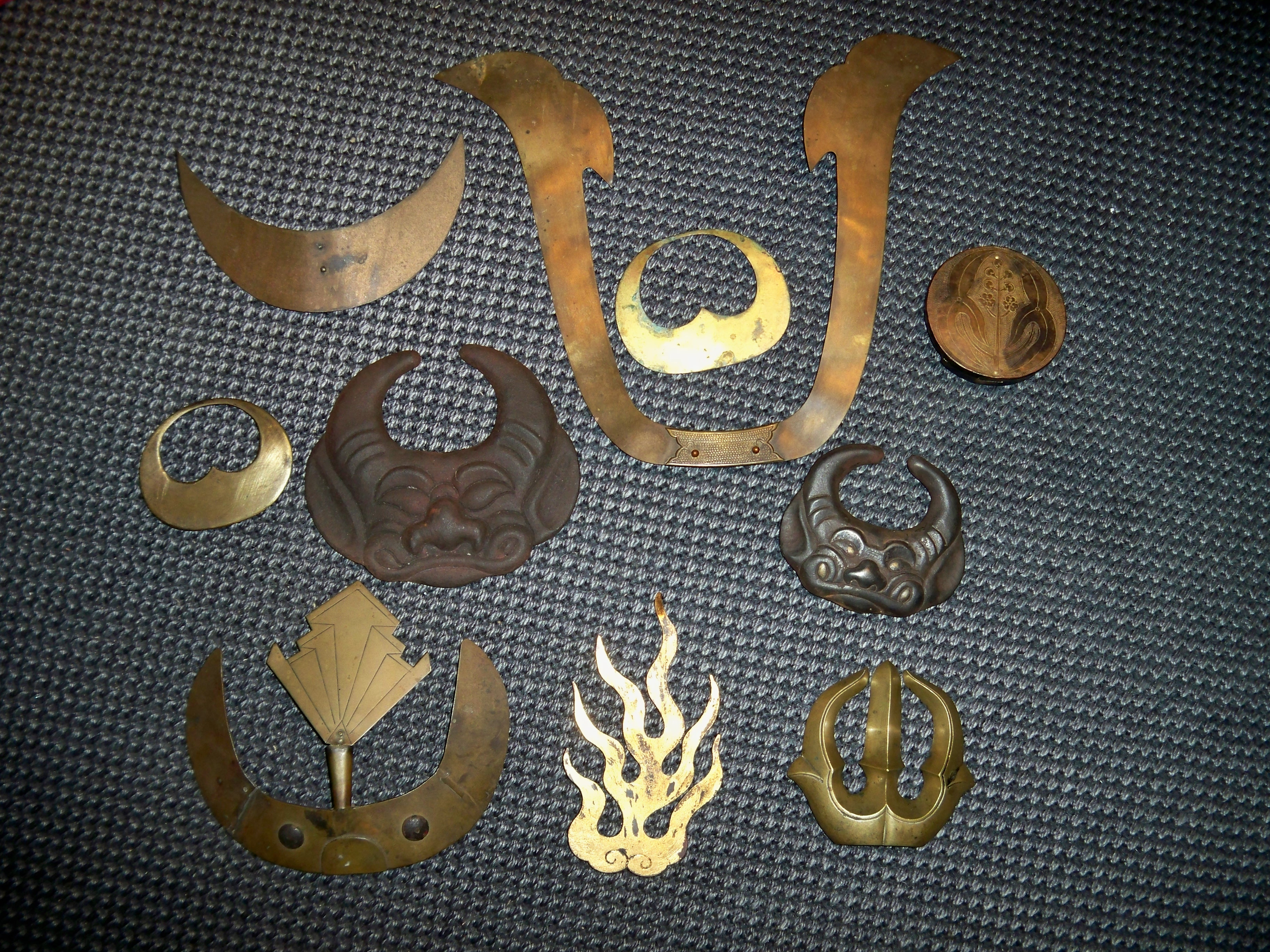
Creste maedate da montarsi sulla fronte dell'elmo kabuto.
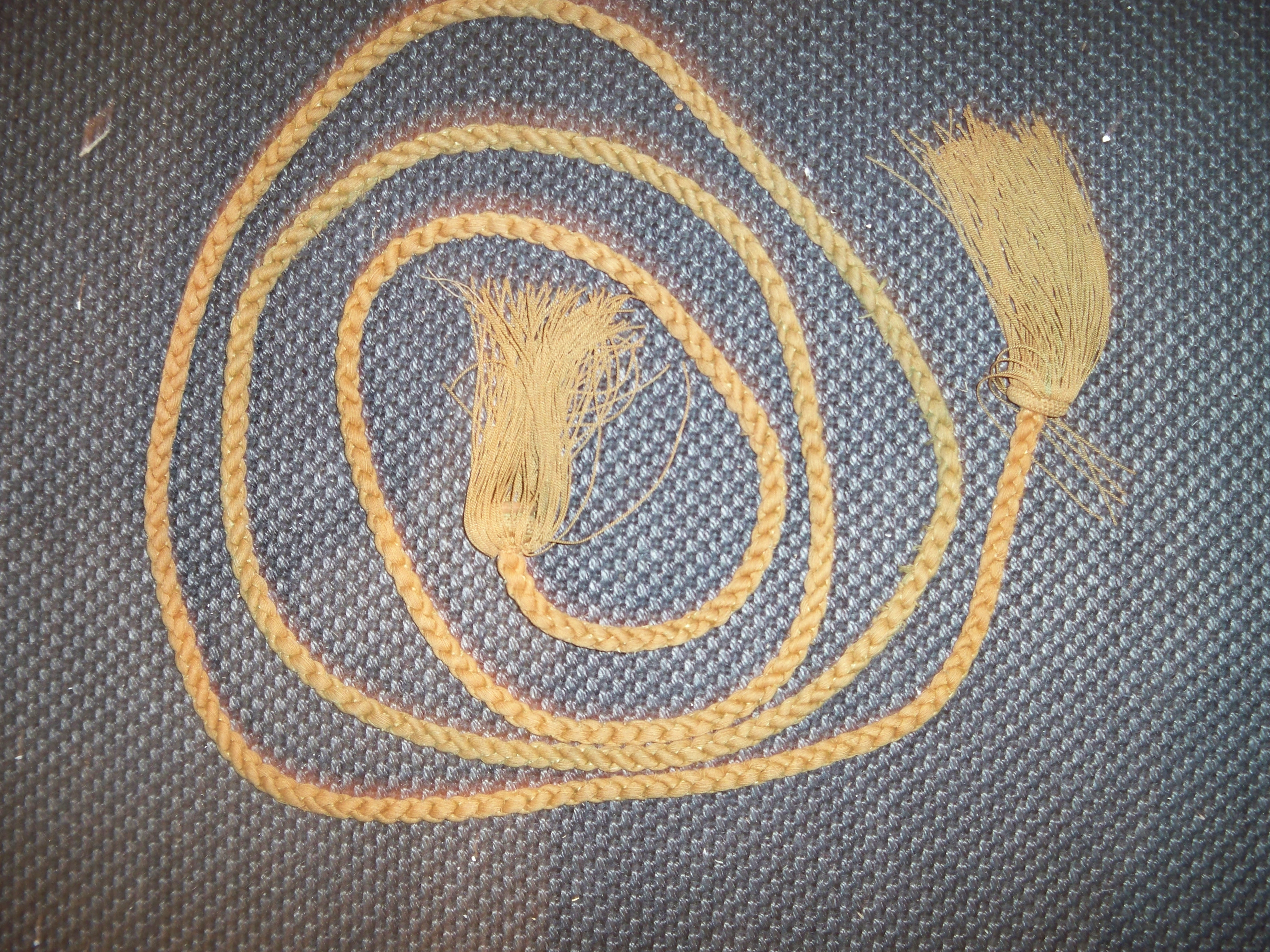
Cintura obi in passamaneria.
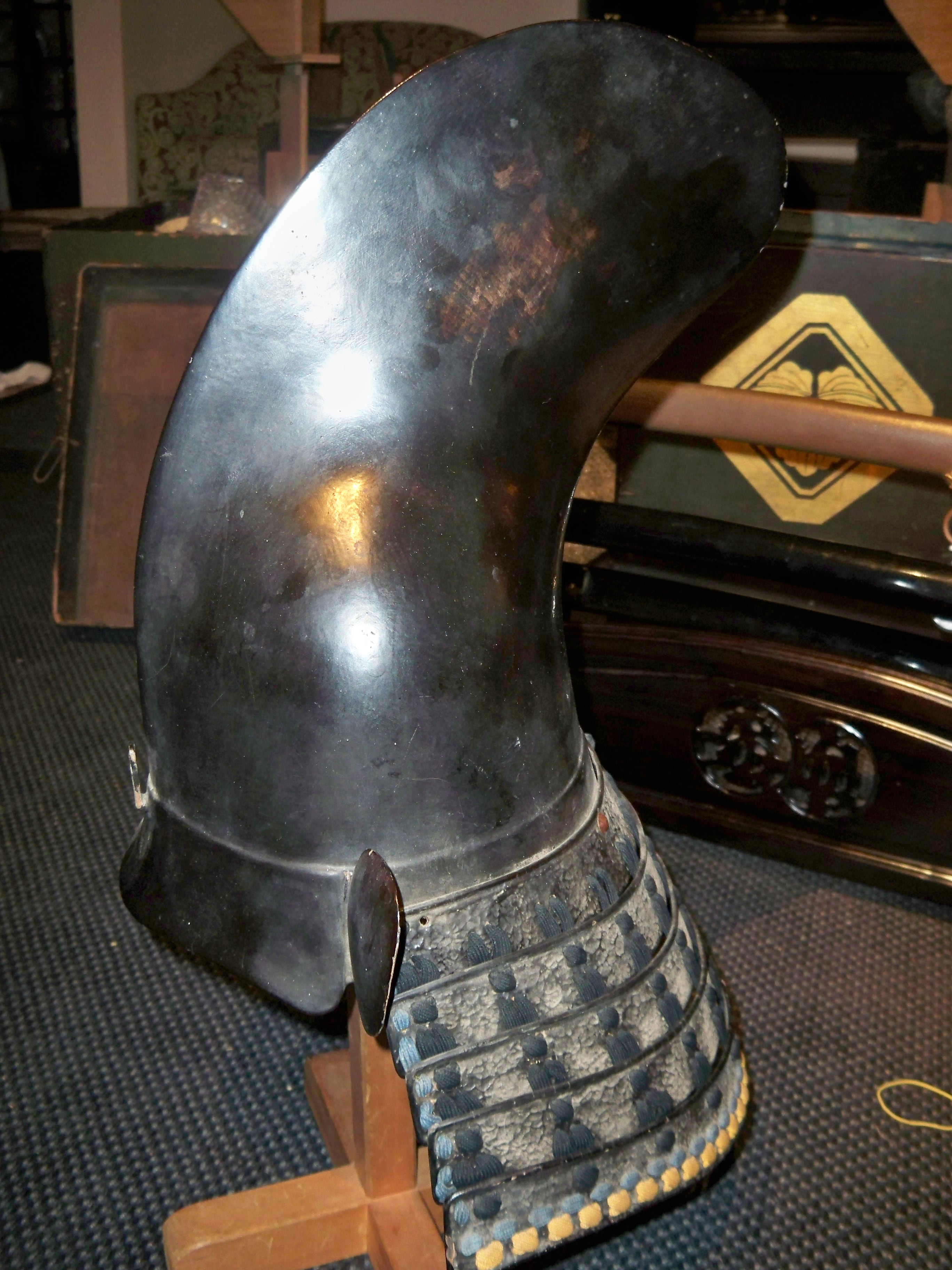
Elmo kabuto tipo Eboshi con protezioni shikoro per il collo.
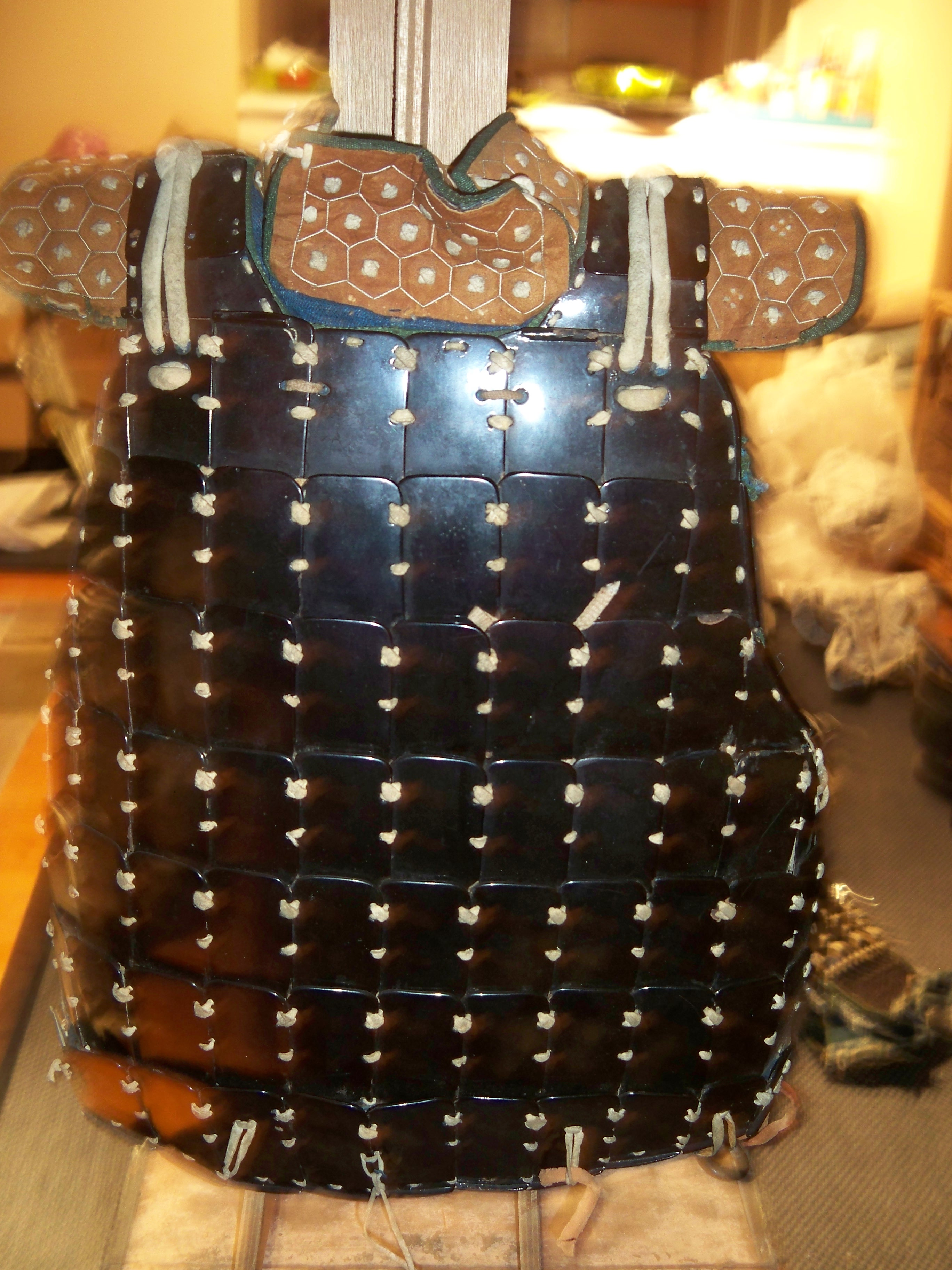
Corazza Karuta tatami dō del Periodo Edo.
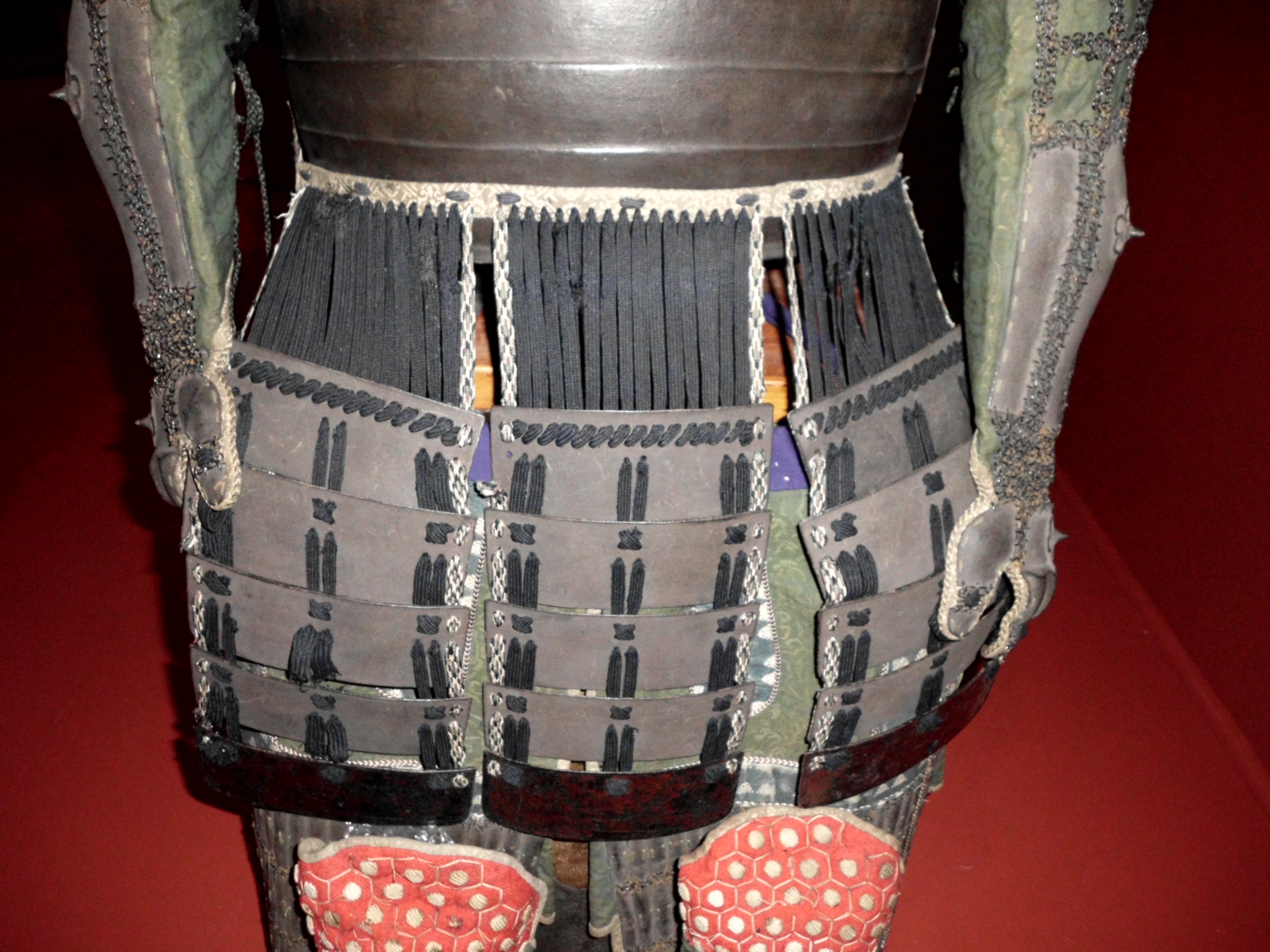
Kusazuri del Periodo Edo.
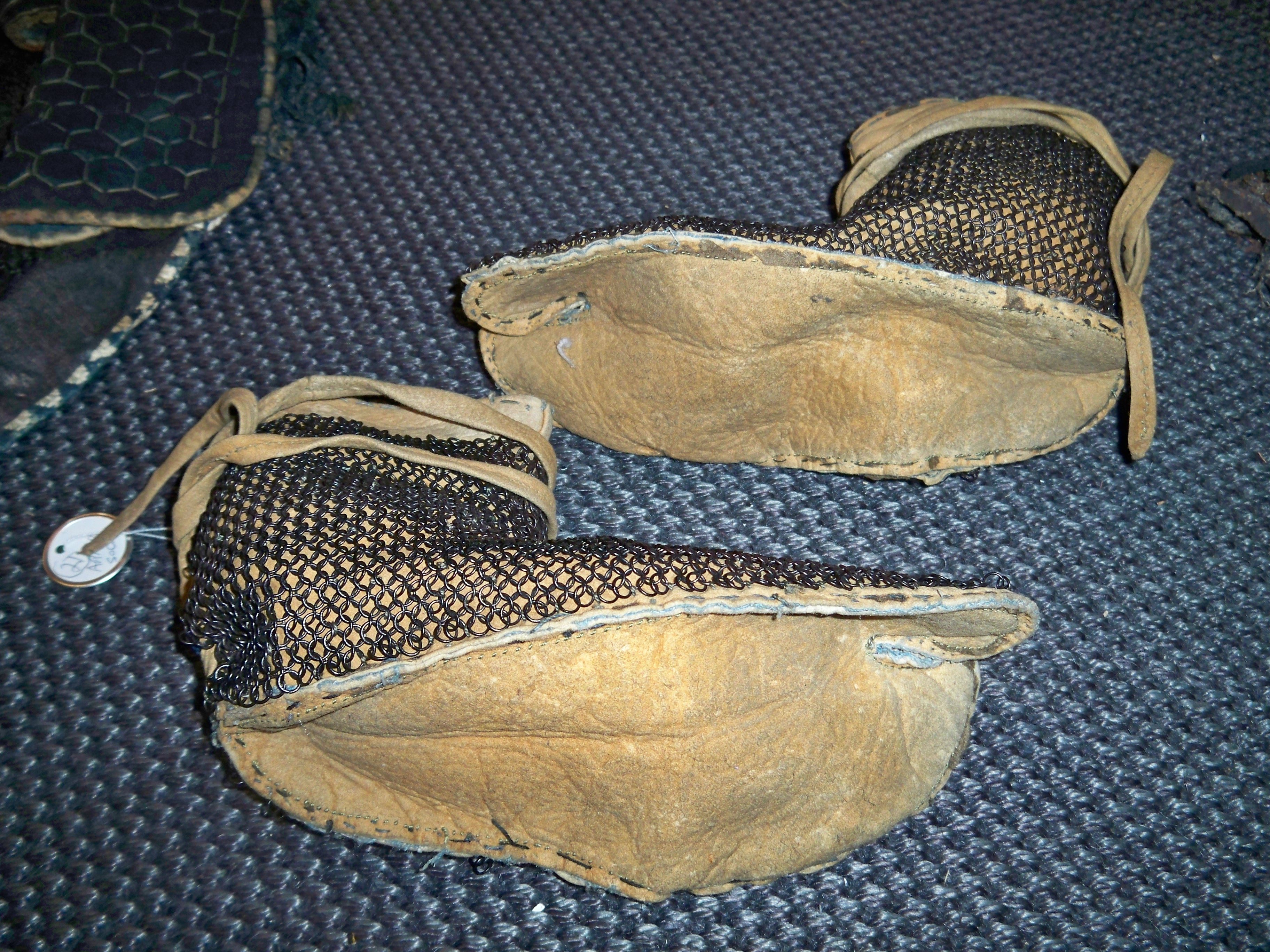
Calzini tabi corazzati in maglia di ferro kusari.

### Esplicative
1. ↑  Honcho Gunkiko, 14: durante il regno di Kwammu Tenno gli Ezo di Michinoku insorsero contro il trono ed erano molto forti; perciò nel marzo dell'anno nono di Enryaku [790] l'imperatore ordinò ai fabbri di Dazaifu di preparare più di duemila armature di ferro.
2. ↑  Honcho Gunkiko, 30: [...] è già da un secolo che le armi sono state riposte, così che anche tra gli armaioli che si guadagnavano da vivere con la loro abilità, ve ne sono pochi che conoscano il vecchio stile dell'armatura..
3. ↑  Ratti-Westbrook, p. 194: la lotta intestina si spostò dai campi di battaglia alle vie, alle dimore signorili e ai castelli, trovando particolare espressione in una serie di intrighi, di assassinii politici, di rivolte semiabortite e in numerosi casi di illegalità.
4. ↑  Come si nota dalle illustrazioni, a questo punto della vestizione il bushi ha già cinto il daishō.

### Bibliografiche
1. 1 2  (EN) Farris W, Sacred texts and buried treasures: issues in the historical archaeology of ancient Japan, University of Hawaii Press, 1988,  p. 75.
2. 1 2 3  Russell Robinson, p. 173.
3. ↑  Gilbertson-Kowaki, p. 115.
4. ↑  (EN) Lidin OG, Tanegashima: the arrival of Europe in Japan, Nordic Institute of Asian Studies Press, 2002.
5. ↑  Russell Robinson, p. 190.
6. ↑  Sinclaire, p. 32.
7. ↑  Sinclaire, p. 171.
8. ↑  Sinclaire, p. 58.
9. ↑  Ill. in (DE) Boeheim W, Handbuch der Waffenkunde. Das Waffenwesen in seiner historischen Entwicklung vom Beginn des Mittelalters bis zum Ende des 18 Jahrhunders, Leipzig, 1890.
10. ↑  Stone, p. 61.
11. ↑  Stone, p. 271.
12. ↑  Hi Ko Ben.
13. ↑  Bottomley, pp. 88 e 91.

### Fonti
- (JA) Arai Hakuseki, Honcho Gunkiko, XVIII secolo.
- (JA) Yoriaku Tanki, Hi Ko Ben, 1735.

### Studi
- (FR) Béliveau R, Samouraïs, Les Éditions Libre Expression, 2012, ISBN 978-2-7648-0783-5.
- (EN) Bottomley I, Arms and Armor of the Samurai: The History of Weaponry in Ancient Japan, Crescent Books, 1996.
- (EN) Bryant AJ, The samurai: warriors of medieval Japan, 940-1600, illustrazioni di McBride A, Osprey Publishing, 1989.
- (EN) Stone GC, A Glossary of the Construction, Decoration and Use of Arms and Armor: In All Countries and in All Times, Courier Dover Publications, 1999, ISBN 978-0-486-40726-5.
- (EN) Gilbertson E e Kowaki G, The genealogy of the Miochin Family: armourers, swordsmiths and artists in iron, Tewlfth to the Eighteenth Century, in Transactions and proceedings of the Japan society, vol. 1, 1892.
- (EN) Russell Robinson H, Oriental Armour, Walker, 1967, ISBN 9780486164472.
- Ratti O e Westbrook A, I segreti dei samurai: le antiche arti marziali, Edizioni Mediterranee, 1977.
- (EN) Sinclaire K, Samurai: The Weapons and Spirit of the Japanese Warrior, Globe Pequot, 2004.